# 7 Dywizjon Artylerii Konnej

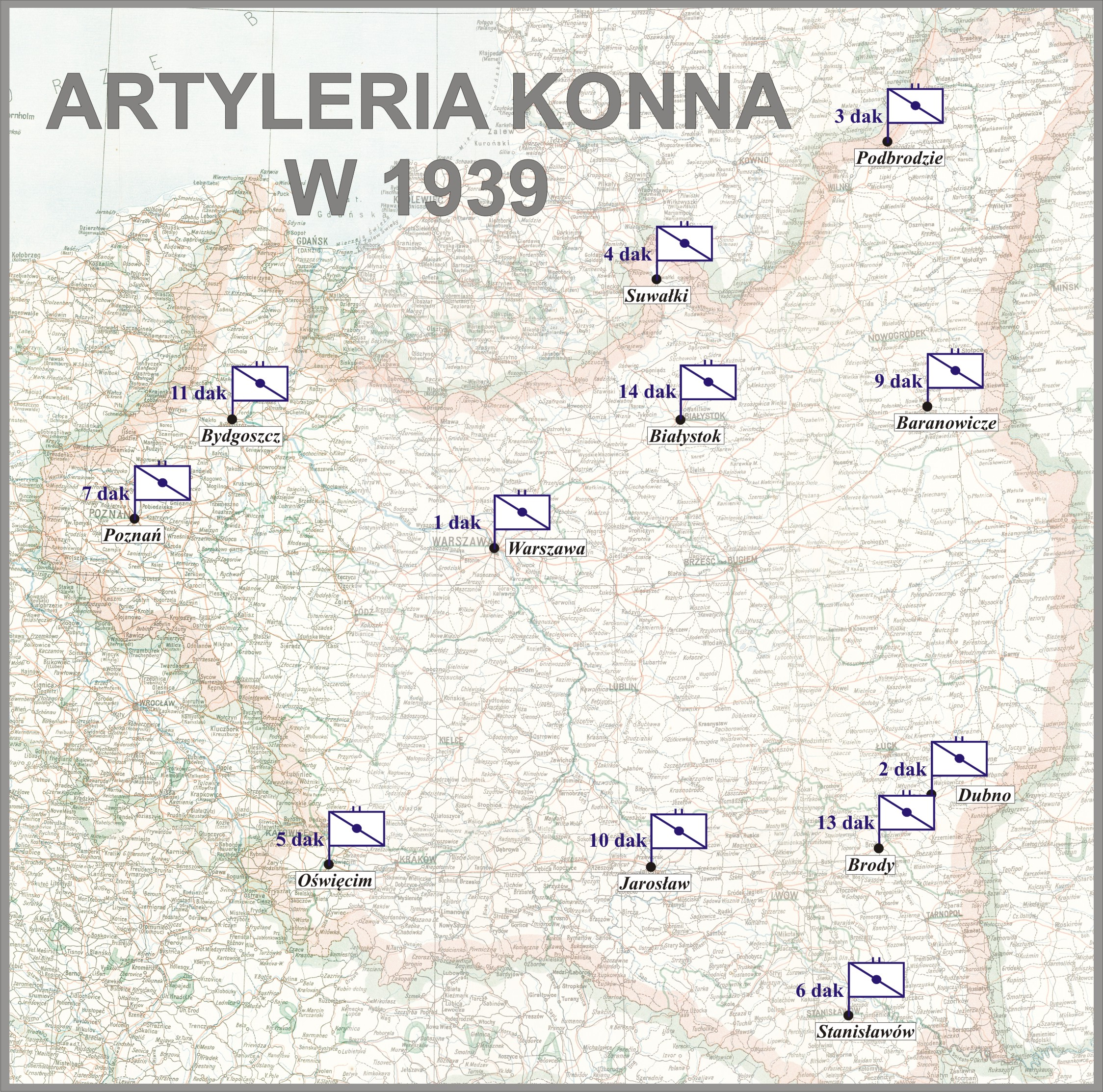
Artyleria konna Wojska Polskiego w 1939 przed wybuchem II wojny światowej

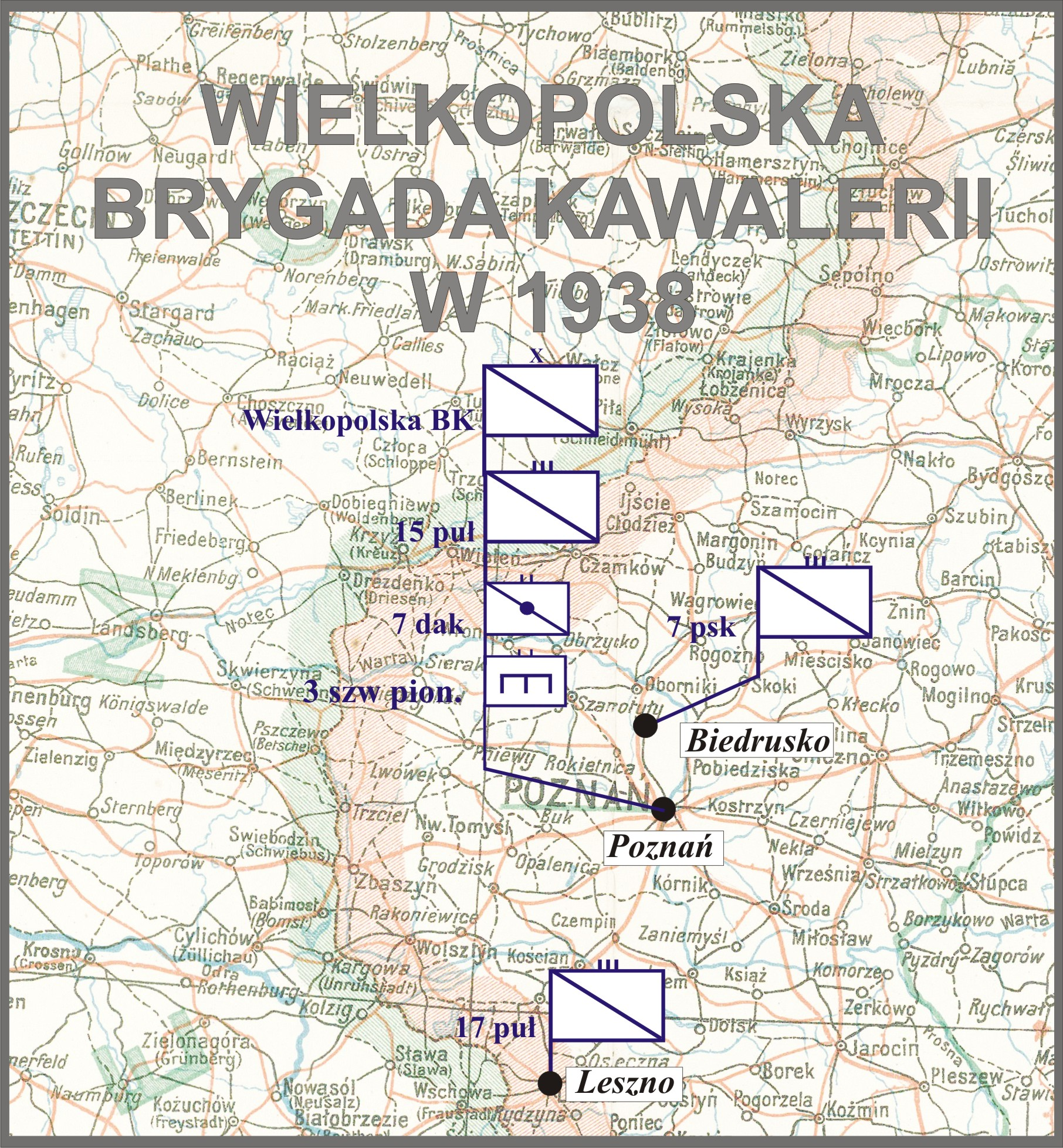
Wielkopolska BK w 1938

7 dywizjon artylerii konnej (7 dak) – oddział artylerii konnej Armii Wielkopolskiej i Wojska Polskiego w II Rzeczypospolitej.
Dywizjon sformowany został w 1919, w Poznaniu jako 1 dywizjon artylerii konnej wielkopolskiej. W 1920 otrzymał nazwę 7 dywizjon artylerii konnej Wielkopolskiej. Od lutego poszczególnymi bateriami walczył na różnych frontach wojny polsko-bolszewickiej.
W dwudziestoleciu międzywojennym stacjonował na terenie Okręgu Korpusu Nr VII w garnizonie Poznań. W 1921 funkcjonował w strukturze 3 pułku strzelców konnych. Pod względem wyszkolenia pododdział podlegał dowódcy 7 Grupy Artylerii.

## Formowanie dywizjonu
Na podstawie rozkazu Inspektoratu Artylerii Wielkopolskiej z 16 marca 1919 ppłk Witold Majewski rozpoczął w Poznaniu formowanie dywizjonu artylerii konnej. Dowództwo 1 baterii objął por. Jerzy Suzin, a 2 baterii ppor. Alfred Milewski. Miesiąc później została utworzona 3 bateria por. Zygmunta Łakińskiego. Podoficerowie i kanonierzy składali się prawie wyłącznie z Wielkopolan. Dywizjon początkowo uzbrojony był w niemieckie 9 cm działa. 3 maja dowództwo dywizjonu i dwie pierwsze baterie osiągnęły gotowość marszową. Niewiele wcześniej wymieniono zbyt ciężkie działa niemieckie na rosyjskie 76.2 mm armaty.
17 maja, będący w składzie 1 Brygady Jazdy Wielkopolskiej dwubateryjny dywizjon przegrupował się w rejon Rogoźna. Na terenie Wielkopolski prowadził jedynie działania demonstracyjne.
24 lipca 2 bateria w trybie pilnym wróciła do Poznania, a za nią 3 sierpnia wróciło też dowództwo dywizjonu z 1 baterią.

## Walki baterii 7 dak o granice

### 1 bateria
Do 13 lutego 1920 bateria stacjonowała w Poznaniu i oczekiwała na wyjaśnienie sytuacji na zachodniej granicy. W tym dniu załadowana została na transport kolejowy i wyruszyła do Wilna. Do połowy kwietnia stała w odwodzie, po czym przemaszerowała do rejonu Jelska i weszła w podporzadkowanie dowódcy 5 Brygady Jazdy. 21 kwietnia w składzie brygady ruszyła na front. Pierwsze strzały oddała podczas walk o stację kolejową Malin, uszkodziła sowiecki pociąg pancerny i zdobyła kilka dział. W kolejnych dniach bateria działała plutonami. I pluton pod dowództwem por. Jerzego Suzina pomaszerował na Kijów, zaś II pluton ppor. Jana Milewskiego przydzielono do 1 pułku strzelców podhalańskich. Pod koniec maja oba plutony spotkały się pod Dymirem z dowództwem 7 dak. 1 czerwca bateria ponownie weszła do walki. Wspierający 17 pułk ułanów pluton ppor. Filipa Grodzickiego zaatakowany został przez znaczne siły sowieckie pod Hornostajpolem. Sytuację uratował ppłk Majewski, który osobiście objął komendę nad pododdziałem.
Działanie plutonu tak ocenił dowódca 17 pułku ułanów, pułkownik Żychliński:

Pułkownik Majewski pozostawał na pozycji tylko z jednym działonem i, nie zważając na niebezpieczeństwo ze strony oskrzydlających baszkirów, wstrzymywał bardzo celnym ogniem tyraljery bolszewików do czasu przejścia ułanów poza pozycje działa, poczem zmieniał szybko pozycją, aby znowu ogniem umożliwić ułanom spokojny odwrót.

Walki trwały do świtu 3 czerwca, ale wobec groźby okrążenia pluton opuścił dotychczasowe stanowiska, wycofując się do Dymira. Stąd już cała bateria wyruszyła na pole bitwy i walczyła w rejonie Suchołoczy, Jasnohorodka i Złodziejówki. W zastępstwie rannego por. Suzina pododdziałem dowodził ppor. Witold Makowski.
10 czerwca rozpoczął się odwrót wojsk polskich spod Kijowa. Oddziały polskie przeszły do działań opóźniających. Prowadząca je 1 bateria rozbiła pod Worłokami kolumnę sowiecką, a pod Garbolewem powstrzymała szarżę kawalerii Budionnego. W kolejnych dniach wycofywała się w stronę Zamościa. Całkowicie wyczerpana, przewieziona została koleją do Poznania celem reorganizacji.
Na front w rejon Wyszogrodu bateria powróciła 12 sierpnia. Została przydzielona do 211 pułku ułanów, a dowództwo nad nią objął ponownie por. Jerzy Suzin. 1 września została przewieziona do Chełma i wraz z 9 Brygadą Jazdy wzięła udział w Pościgu za oddziałami Budionnego. 13 września zabezpieczała forsowanie Bugu, a następnego dnia, pod Zaszkiewiczami i Kołonną, obezwładniała ogniem szarże sowieckiej kawalerii. 18 września walczyła w okolicach Równego. Zwalczała tam między innymi samochody i pociągi pancerne. Potem wzięła udział w zagonie na Korosteń, gdzie ogniem zmusiła do odwrotu pociąg pancerny. Pod Białkami zniszczyła baterię nieprzyjacielskiej artylerii. 17 września pod Rohaczowem zakończyła działania bojowe.
Kolejne pięć miesięcy bateria przebywała na linii demarkacyjnej, stacjonując w Orepach. 7 marca 1921 połączyła się ze sztabem dywizjonu i 3 baterią, a 11 marca wróciła do Poznania.

### 2 bateria
30 lipca 1919 na front do Mołodeczna wyruszyła 2 bateria. Tu weszła w skład 3 pułku strzelców wielkopolskich. 3 sierpnia pod Dworzyszczami oddała pierwsze strzały. Walczyła też pod Krzywym Kołem i Zasławiem. W szeregach 1 pułku ułanów wielkopolskich uczestniczyła w dwudniowym boju pod Małymi Gojzmami. Po krótkim odpoczynku, bateria uczestniczyła w natarciu na Bobrujsk. W czasie walk zniszczyła sowiecki pociąg pancerny. Do końca 1919, jeszcze w czasie starć pod Stołpiszczami i Tejkowiczami, otwierała ogień. Z początkiem 1920 wzięła udział w wypadzie na Starosielne i na Żłobin. Po powrocie do Bobrujska bateria stała w odwodzie do 10 lipca. W lipcu bateria rozpoczęła działania odwrotowe, maszerując zazwyczaj w ariergardzie.
Po dotarciu w rejon Dęblina, weszła w skład oddziałów grupy uderzeniowej organizowanej nad Wieprzem. Już 16 sierpnia wspierała 15 pułk ułanów w okolicach Kobylnicy i Maciejowic. Następnie brała udział w pościgu za wycofującym się nieprzyjacielem.
24 września, w ramach bitwy niemeńskiej, wspólnie z kawalerzystami 15 pułku ułanów wykonała zagon na Międzyrzecz. 29 września, w trakcie walk pod Stołowiczami, zdobyła sowieckie tabory. Na początku października, pod Torczycami, Czernihowem oraz Malewem, wspierała ogniem 56 pułk piechoty. Tam zakończyła działania wojenne i przeszła do Jaśkiewicz. Tam pełniła służbę na linii demarkacyjnej. 1 kwietnia 1921 powróciła do Poznania.

### 3 bateria
3 listopada 1919 3 bateria pod dowództwem ppor. Stanisława Dembińskiego wymaszerowała z Poznania i weszła w skład grupy kpt. Zenkelera patrolującej granicę z Niemcami. 12 marca 1920, wraz z 16 pułkiem ułanów, wyruszyła na front wschodni w rejon Zdołbunowa. Tam też skierowano dowództwo dywizjonu. 25 kwietnia w składzie 3 Brygady Jazdy uderzała na Koziatyn. W walkach o miasto ogniem na wprost zwalczała sowiecką broń maszynową i pociągi pancerne. Kontynuując pościg, wspierała własne oddziały koło Stepańców.
Po walkach 3 bateria ześrodkowała się w Rokitnie, a dowództwo dywizjonu w rejonie Kijowa dołączyło do 1 baterii. W dniach 24–25 maja walczyła w rejonie Rokitna i Białej Cerkwi, a 31 maja pod Antonówką. W trakcie tej ostatniej bitwy walczyła w okrążeniu, a jej postawa uratowała od klęski oddziały polskie. Mimo poniesionych strat, bateria nadal wspierała własną kawalerię nad Horyniem, Słuczą i Styrem. 18 lipca dotarła w rejon Zamościa, gdzie na krótko połączyła się z dowództwem dywizjonu oraz z 1 baterią. Po reorganizacji, uzupełnieniu i wypoczynku dowództwo dywizjonu wraz z 3/7 dak wzięło udział w sierpniowej kontrofensywie Naczelnego Wodza. Pod Puhaczowem bateria przyczyniła się do rozbicia sowieckiej brygady strzelców. Z początkiem września, podzielona na dwa plutony, walczyła z Litwinami, między innymi w rejonie Sejn i Studzienicznej. Potem w składzie 4 Brygady Jazdy wzięła udział w operacji niemeńskiej. 14 października przy ataku na Krzywicze bateria stoczyła pojedynek z pociągiem pancernym i zmusiła pancerkę do odwrotu, a ułanom dała możność zdobycia stacji. Były to ostatnie strzały 3 baterii w tej wojnie.

Dowódca 4 Brygady Jazdy, ppłk szt. gen. Adam Nieniewski tak napisał:

Wszystkim oficerom i żołnierzom baterji dziękuję za ich męstwo i bohaterską postawę, Ojczyzna może być dumna z takich obrońców.

### Mapy walk dywizjonu

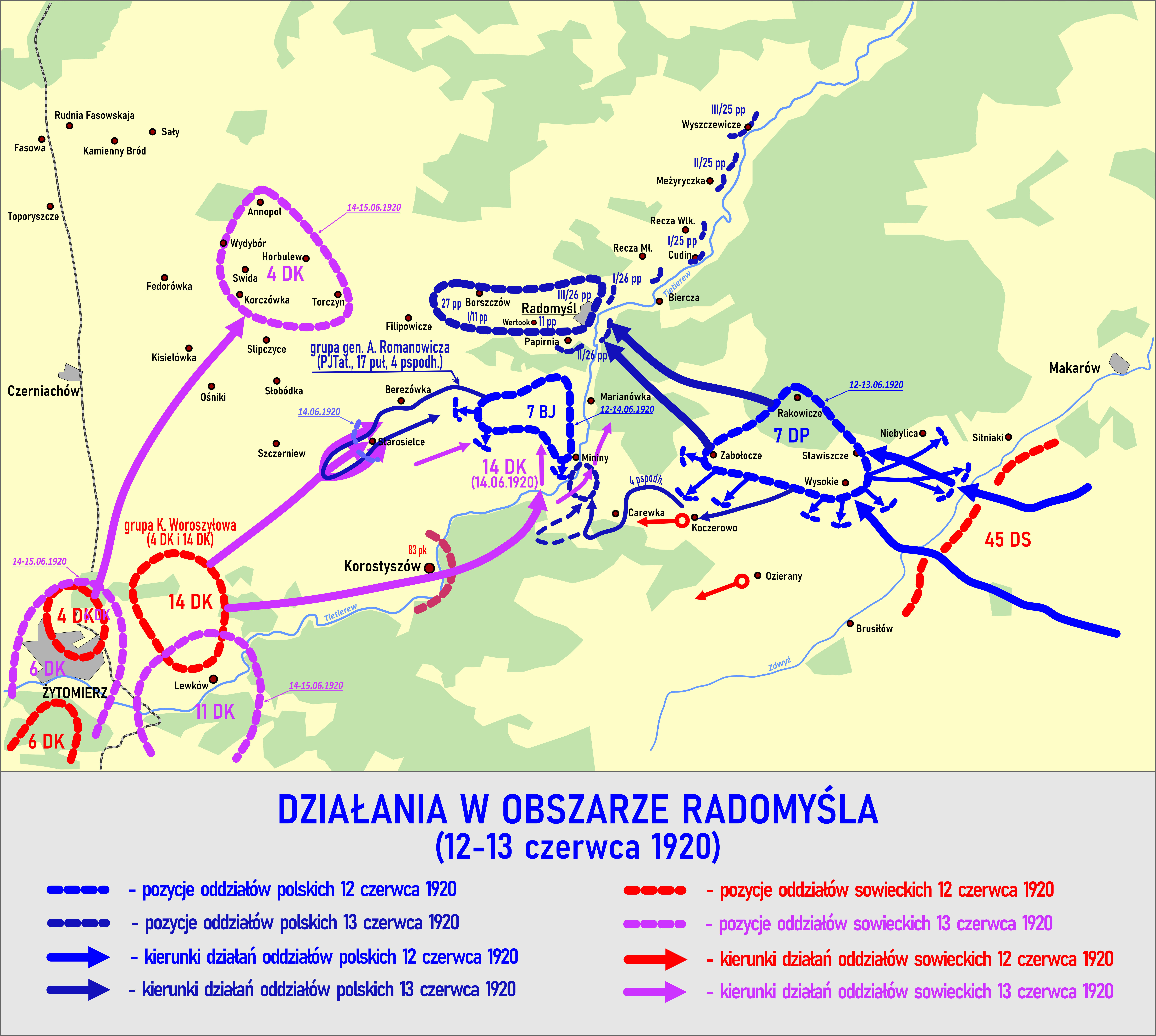
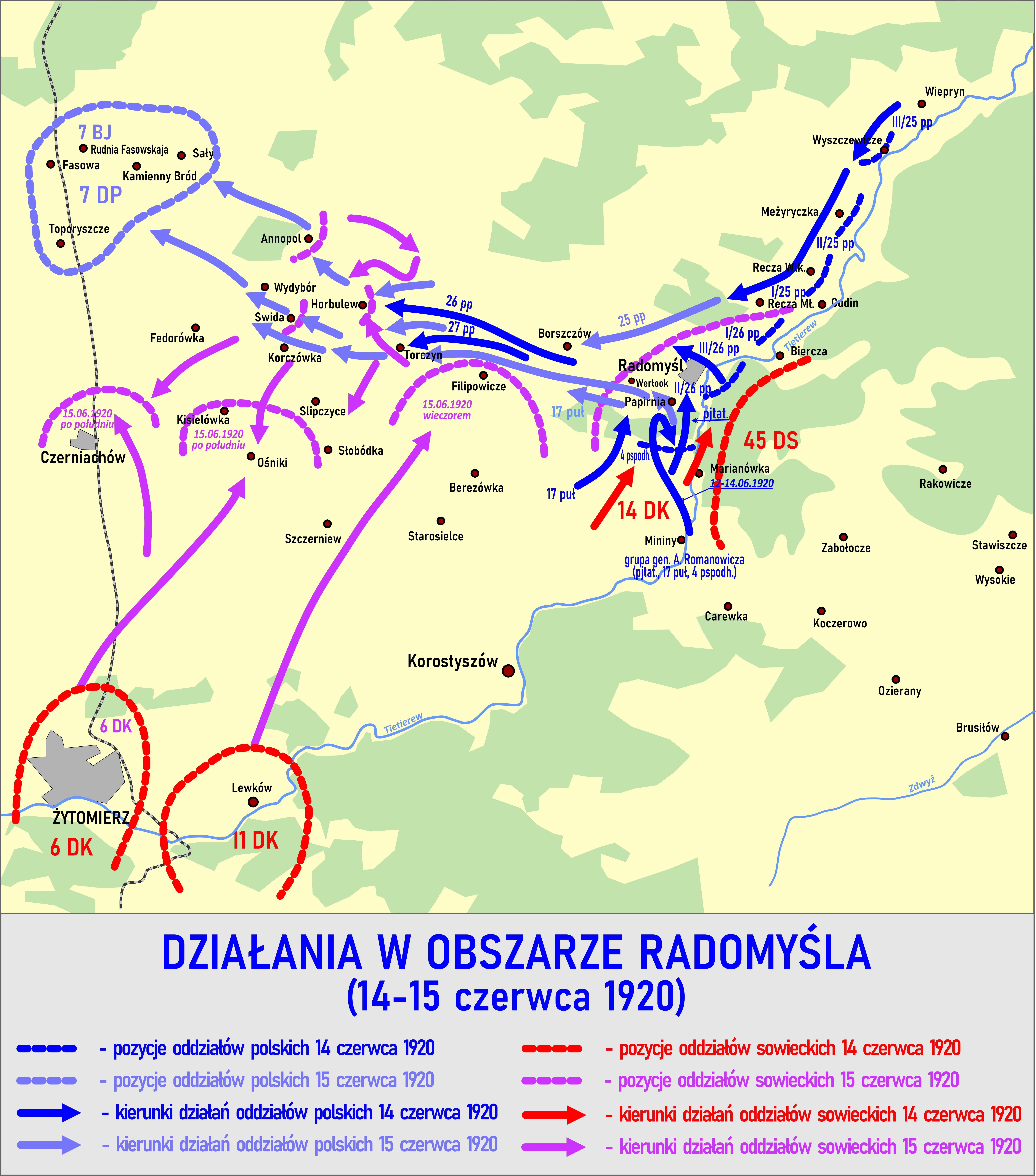
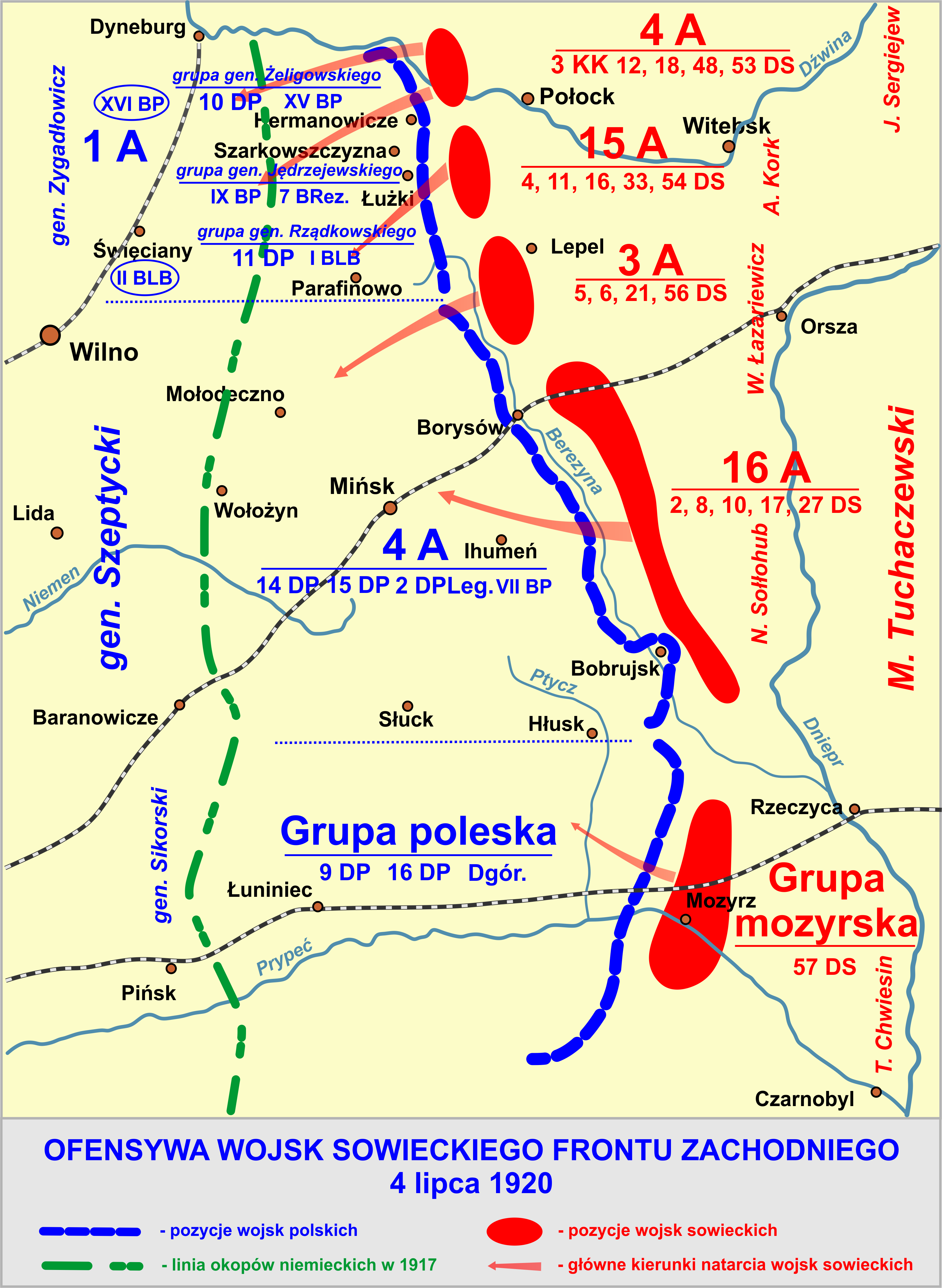
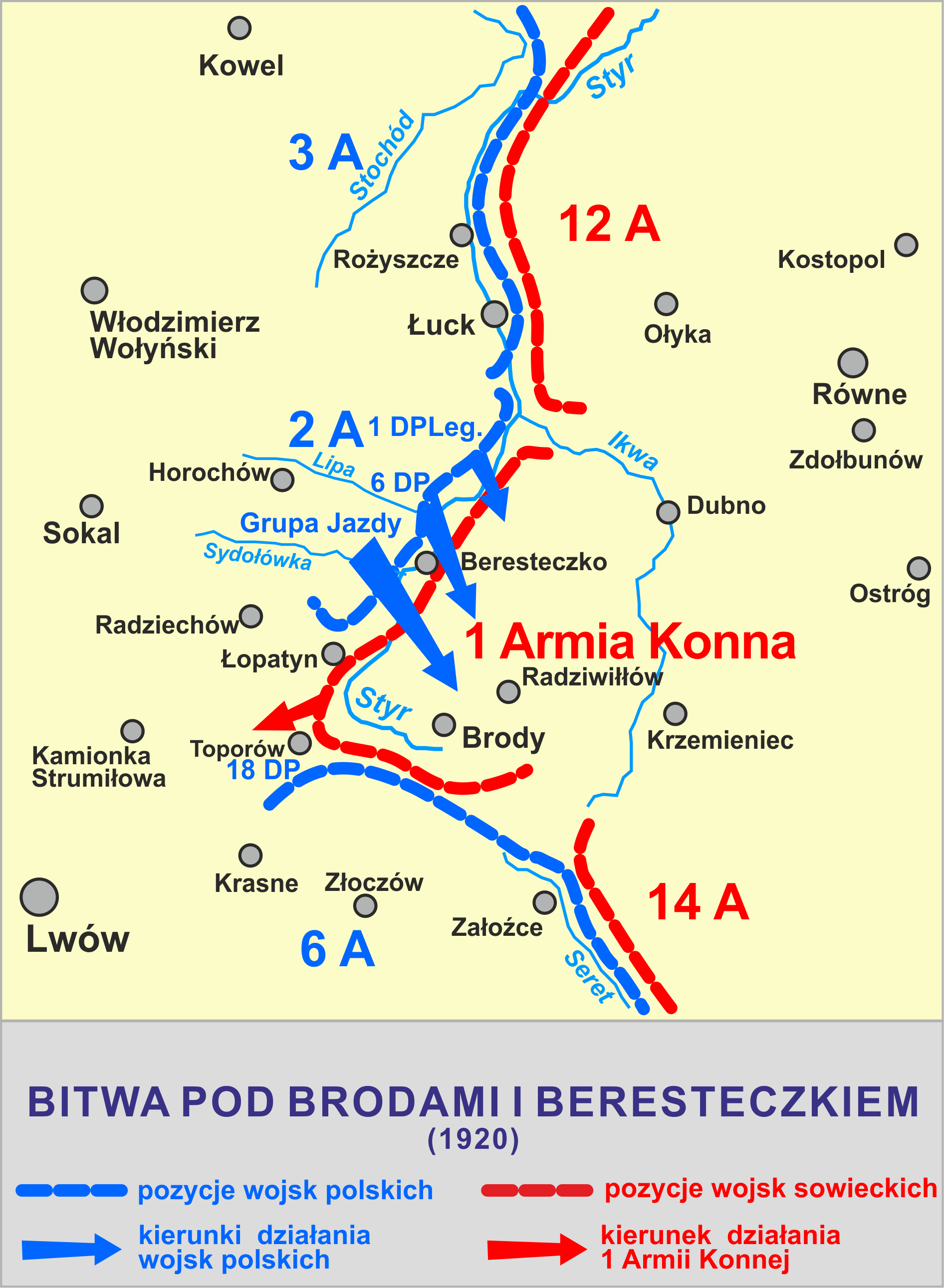
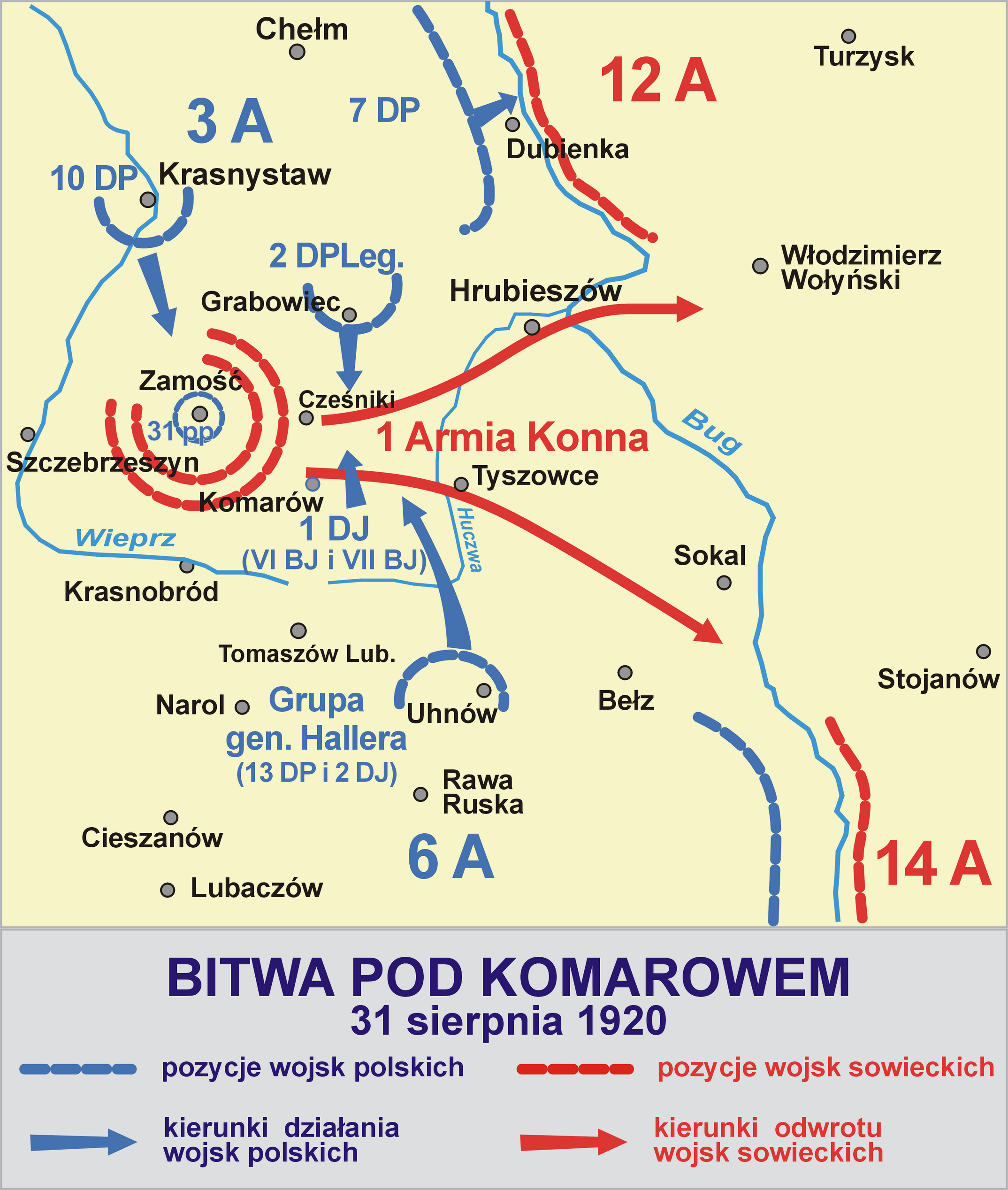

### Bilans walk
Łączne straty poszczególnych baterii w wojnie polsko-bolszewickiej wyniosły 8 poległych oraz kilkudziesięciu rannych. Za bohaterskie czyny podczas walk 18 żołnierzy zostało odznaczonych Krzyżami Virtuti Militari V klasy. Ponadto nadano także 132 Krzyże Walecznych, w tym dwóm żołnierzom dwukrotnie.
| Kawalerowie Virtuti Militari                                                                     | Kawalerowie Virtuti Militari | Kawalerowie Virtuti Militari |
| ------------------------------------------------------------------------------------------------ | ---------------------------- | ---------------------------- |
| Żołnierze pułku odznaczeni Krzyżem Srebrnym Orderu Wojennego Virtuti Militari za wojnę 1918–1920 |                              |                              |
| ppor. Józef Bogdański                                                                            | ppor. Stanisław Dębiński     | kan. Władysław Gwizdał       |
| kpr. Kazimierz Kaczmarek                                                                         | pchor. Józef Kalczyński      | wchm. Franciszek Król        |
| plut. Józef Królikowski                                                                          | wchm. Stanisław Krzyśko      | por. Alfred Milewski         |
| kan. Antoni Nowak                                                                                | kan. Bronisław Nowotny       | kpr. Stanisław Paciorkiewicz |
| bomb. Hieronim Ratajczyk                                                                         | kpr. Antoni Skrzynecki       | plut. Jan Skrzypczyk         |
| por. Jerzy Suzin                                                                                 | kan. Kazimierz Zbierski      | wchm. Szczepan Żurek         |

## Dywizjon w okresie pokoju

### Zakwaterowanie i zmiany organizacyjne

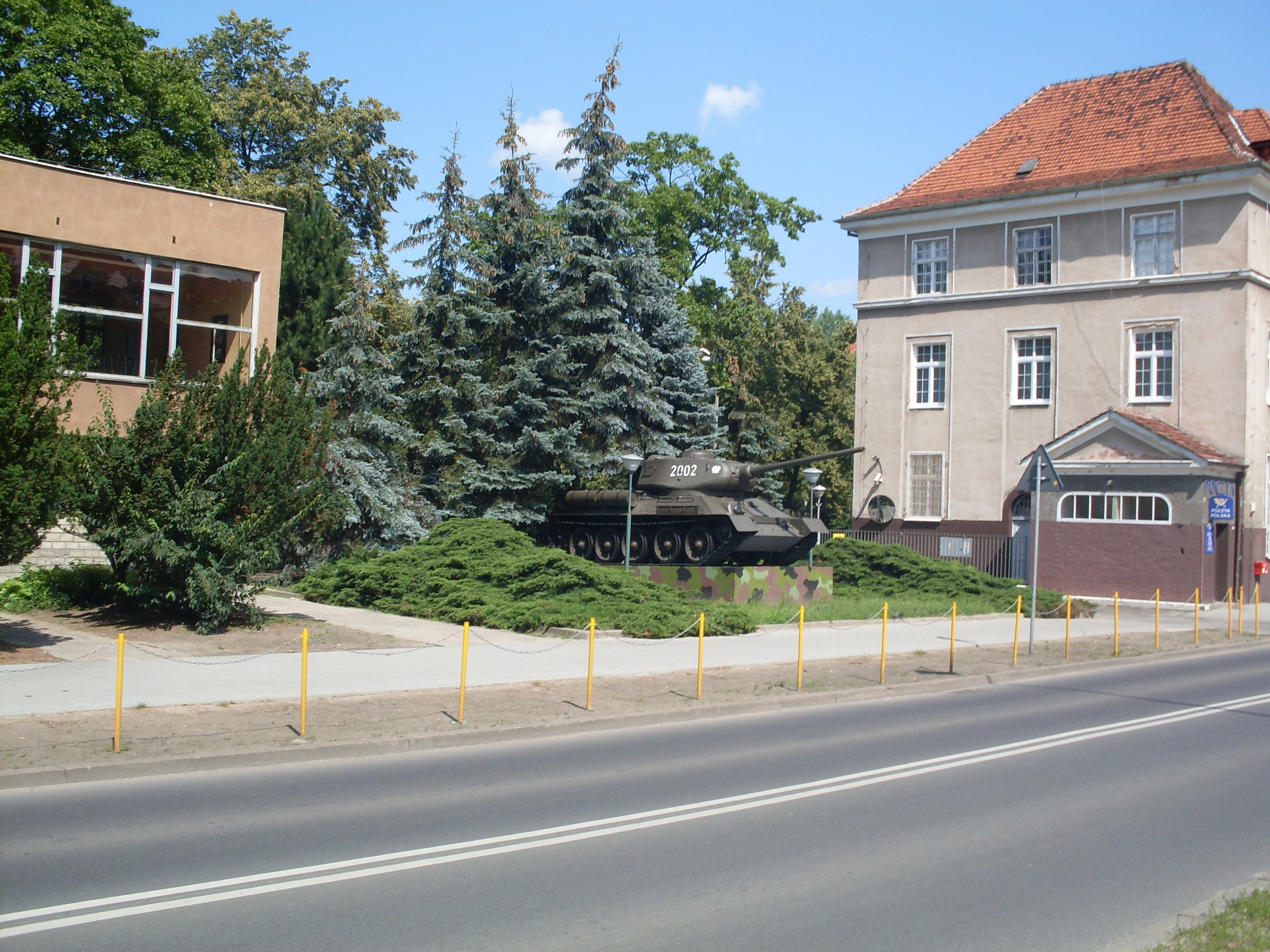
W tych koszarach stacjonował dywizjon (stan z 2009)

Po zakończeniu działań wojennych baterie 7 dywizjonu artylerii konnej pozostały na linii demarkacyjnej. Dopiero wiosną 1921 wszystkie baterie powróciły do Poznania.
W 1922, rozkazem Departamentu lll MSWojsk. L.dz. 1991/10200/art. Org. Mob. z 7 marca, 3 bateria została wydzielona z 7 dak, przewieziona do Radymna i przemianowana na 1 baterię nowo powstałego 10 dywizjonu artylerii konnej. W październiku odtworzono 3/7 dak. Jednak i ona w 1924 stała się zalążkiem organizowanego w Bydgoszczy 11 dywizjonu artylerii konnej. Ostatecznie 3 baterię odtworzono w Poznaniu dopiero w lutym 1925.
W 1922 dywizjon sformował kadrę baterii zapasowej 7 dak. Jej dowódcą został ppor. Jerzy Antropow.
W okresie swojego istnienia dywizjon kilkakrotnie zmieniał podległość. Bezpośrednio po wojnie podporządkowany został dowódcy 3 pułku artylerii konnej. W 1923 wszedł w skład VII Brygady Jazdy, a po jej przeformowaniu na VII Brygadę Kawalerii, wszedł w bezpośrednie podporzadkowanie 3 Dywizji Kawalerii. Podczas ponownej reorganizacji w 1929 dywizjon stał się organiczną jednostką Brygady Kawalerii „Poznań", którą w 1937 przemianowano na Wielkopolską Brygadę Kawalerii. Przez cały okres pokoju stacjonował w Poznaniu, w koszarach na Sołaczu.

### Inspekcje
Jedną z podstawowych form sprawdzającą przygotowanie poszczególnych oddziałów do wojny oraz ich poziom wyszkolenia były inspekcje.
W 1934 prowadził je Inspektor Armii gen. dyw. Mieczysław Norwid-Neugebauer. Podczas ćwiczeń aplikacyjnych kadry na temat Dywizjon artylerii konnej w obronie ruchowej odnotowano szereg uchybień oficerów w zakresie rozkazodawstwa, czasu organizacji obrony i wykorzystania środków łączności oraz gospodarki amunicją. Także Podoficerowie zostali słabo ocenieni w ćwiczeniu Marsz podróżny i ubezpieczony pododdziałów. Dobrze oceniono jedynie szkolenie „młodego rocznika” i nauczanie w szkole podoficerskiej. Niepomyślny wynik inspekcji spowodował, że zaplanowano dodatkowe zajęcia doskonalące dla całej kadry. Dzięki nim, podczas szkoły ognia w OC w Biedrusku, dywizjon wypadł znacznie lepiej.
W latach 1935–1936 inspekcje przeprowadzone były przez gen. dyw. Juliusza Rómmla. W protokołach pokontrolnych 7 dak oceniany był jako jeden ze słabszych dywizjonów pod względem wyszkolenia. Jego ówczesny dowódca ppłk dypl. Andrzej Czerwiński i podoficerowie uzyskali ocenę dostateczną, a kadra oficerska – dobrą. Poziom wyszkolenia oddziału w natarciu oceniony został jako dobry, ale w obronie i współdziałaniu z innymi broniami - dostatecznie. Wartość moralną kadry oficerskiej oceniono dobrze, a podoficerskiej – dostatecznie.
Powolne, ale stałe podnoszenie poziomu wyszkolenia potwierdziły inspekcje przeprowadzone do marca 1938 przez gen. dyw. Leona Berbeckiego. Pod względem umiejętności taktycznych kadra oficerska oceniona została na ocenę dobrą. Dywizjon uporał się też ze swoją wieloletnią bolączką szkoleniową, jaką był załadunek pełnej baterii z przenośnych ramp kolejowych. Po intensywnych treningach czas załadunku spadł do zaledwie 40 minut, a jej wyładunek do 20 minut.

### Święta w dywizjonie
Święto dywizjonu obchodzono 2 czerwca na pamiątkę bohaterskiej walki 1 baterii z przeważającymi siłami bolszewickimi pod wsią Hornostajpolem. Coroczny schemat obchodów święta był podobny. W przeddzień organizowano capstrzyk połączony z apelem poległych. Następny dzień był wolny od zajęć, a uroczystości zaczynały się mszą polową. Po niej odbywała się defilada i obiad żołnierski z udziałem zaproszonych gości. Po obiedzie były gry i zabawy z nagrodami dla szeregowych, a wieczorem bal dla kadry. Ze względu na coroczne przygotowania do wyjazdu na ćwiczenia, datę święta często przesuwano. Bywały przypadki, iż swoje święto dywizjon obchodził już podczas szkoły ognia, która zazwyczaj odbywała się w Obozie Ćwiczebnym Biedrusko.
| Obsada personalna i struktura organizacyjna w marcu 1939 |                                     |
| Stanowisko                                               | Stopień, imię i nazwisko            |
| dowódca dywizjonu                                        | ppłk Ludwik Sawicki                 |
| I zastępca dowódcy                                       | mjr Mieczysław Kułakowski           |
| adiutant                                                 | por. Witalis Stanisław Krystek      |
| lekarz medycyny                                          | kpt. lek. Cyryl Gubarewski          |
| lekarz weterynarii                                       | kpt. Janusz Majewski                |
| oficer zwiadowczy                                        | por. Władysław Wojciech Fazan       |
| II zastępca dowódcy (kwatermistrz)                       | kpt. Paweł Dąbski-Nerlich           |
| oficer mobilizacyjny                                     | kpt. Stanisław Bystydzieński        |
| oficer administracyjno-materiałowy                       | kpt. Jan Dłużniewski                |
| oficer gospodarczy                                       | kpt. int. Władysław Alfons Janowski |
| oficer żywnościowy                                       | por. Jerzy Góralski                 |
| dowódca plutonu łączności                                | por. Adam Stanisław Chmiel          |
| dowódca szkoły podoficerskiej                            | kpt. Wiktor Olszewski               |
| dowódca plutonu                                          | ppor. Bolesław Borzęcki             |
| dowódca plutonu                                          | ppor. Jerzy Leszek Terlecki         |
| dowódca 1 baterii                                        | kpt. Edward Józef Nagórski          |
| dowódca 2 baterii                                        | kpt. Eustachy Edward Misiewski      |
| dowódca 3 baterii                                        | por. Józef Korczakowski             |
| dowódca plutonu                                          | ppor. Zbigniew Jan Wierzbicki       |

## 7 dak w kampanii wrześniowej

### Mobilizacja
24 sierpnia 1939 o godz. 6.00 dywizjon rozpoczął mobilizację alarmową w grupie żółtej, do etatów wojennych w garnizonie Poznań, w czasie od A+24 do A+36. Oprócz własnych pododdziałów 7 dak mobilizował w mobilizacji alarmowej w tej samej grupie w czasie od A+44 do A+48 dodatkowe pododdziały:
- drużynę parkową uzbrojenia nr 741,
- kolumnę taborową kawaleryjską typu II nr 745,
- kolumnę taborową kawaleryjską typu II nr 746,
- warsztat taborowy nr 741[41].

7 dak w ciągu 36 godzin osiągnął pełne stany etatowe. Mobilizacja przebiegła sprawnie. Konie i wozy mobilizowane były w Winogradach, spełniały warunki dla artylerii konnej. O godz. 23.00 1 bateria w stanie kadrowym przeszła z koszar na Sołaczu do wsi Czmoń koło Kórnika i tam kończyła mobilizację. Baterie osiągnęły gotowość marszową 25 sierpnia: o godz. 7.00 1 bateria, o godz. 12.00 2 bateria i o godz. 18.00 3 bateria. Po zakończeniu mobilizacji żołnierze złożyli przysięgę i otrzymali znaczki tożsamości. Po zakończeniu mobilizacji dywizjon liczył 29 oficerów, 764 podoficerów i szeregowych, posiadał 902 konie, 12 armat kal. 75 mm wz. 1902/26, 27 jaszczy, 6 ckm, 2 motocykle, samochód osobowy i samochód ciężarowy, 10 taczanek, 74 wozy sprzętowe i taborowe, 4 radiostacje i 4 kuchnie polowe. 25 sierpnia ok. godz. 18.00 7 dak bez 1 i 3 baterii wyruszył przez Kórnik do Radzewa. 3 bateria pomaszerowała do Biedruska. 26 sierpnia dowództwo 7 dak wraz z 1 baterią zajęły stanowiska w Radzewie, 2 bateria przeszła w rejon Śremu, a 3 bateria dołączyła do 7 pułku strzelców konnych w Biedrusku, tam odbyła wspólne z nim ćwiczenia. Ze względu, że w skład Wielkopolskiej Brygady Kawalerii wszedł I dywizjon armat 14 pułku artylerii lekkiej, na ten czas ppłk Ludwik Sawicki został dowódcą artylerii brygady. Dowództwo 7 dak objął czasowo kpt. Paweł Dąbski-Nerlich. 27 sierpnia przeglądu 3 baterii oraz 7 psk dokonał dowódca Wielkopolskiej BK gen. bryg. Roman Abraham. W dniach 26-28 sierpnia zgodnie z rozkazem dowódcy brygady, pluton 2 baterii wszedł w skład Oddziału Wydzielonego „Czempin”, w którym wspierał niepełny 17 pułk ułanów z kompanią ON, ze stanowisk we wsi Czacz koło Śmigla. 2 bateria bez plutonu na odcinku „Rogalin” jako wsparcie dywizjonu 17 puł., batalionu ON „Kościan” broniących odcinka Warty od Mosiny do Góry, ze stanowisk ogniowych w rejonie Radzewo-Czmoń. 1 bateria na odcinku „Śrem” wspierała II batalion 55 pułku piechoty i batalion ON „Leszno” rozwiniętych w obronie na linii Warty od Góry do Śremu, ze stanowisk ogniowych koło Śremu. 28 sierpnia 3 bateria wraz 7 psk przemaszerowała do Murowanej Gośliny do dyspozycji dowódcy 14 Dywizji Piechoty. 29 sierpnia 3 bateria pomaszerowała do Uchorowa. W dniach 28-31 sierpnia prowadzono szkolenie, zgrywanie zaprzęgów, kucie koni. W zajętych rejonach prowadzono prace fortyfikacyjne budując stanowiska ogniowe i punkty obserwacyjne. 31 sierpnia baterie 7 dak przeszły na stanowiska ogniowe i zajęły punkty obserwacyjne, wyznaczone wcześniejszym rozkazem.

### Działania bojowe

#### Działania na terenie Wielkopolski marsz ku Bzurze
W kampanii wrześniowej 1939 dywizjon, złożony z trzech baterii i kolumny amunicyjnej, walczył w składzie Wielkopolskiej BK i wszedł w skład Armii „Poznań”. 1 września dywizjon zajął pozycje obronne w ugrupowaniu brygady. Ok. godz. 14.00 rejon postoju dowództwa dywizjonu w Radzewie, 2 baterii i kolumny amunicyjnej, po wcześniejszym wskazaniu przez dywersantów niemieckich został zaatakowany przez lotnictwo niemieckie. Dobre maskowanie uchroniło dywizjon od strat. Jadący łazikiem ppłk Ludwik Sawicki i kpt. Paweł Dąbski-Nerlich zostali zaatakowani przez niemiecki samolot, w wyniku czego lekko ranny został ppłk Sawicki, a samochód uszkodzony. 2 września żołnierze dywizjonu prowadzili działania asystencyjne, w wyniku których zatrzymano 2 niemieckich lotników z zestrzelonego samolotu przez polskich pilotów myśliwskich, obywateli polskich narodowości niemieckiej zabezpieczając liczną broń i wyposażenie wojskowe. 3 września dokonano dyslokacji dowództwa 7 dak i kolumny amunicyjnej do Zaniemyśla. 1 baterii do rejonu Krzywinia i Dolska nad Wartą na południe od Zaniemyśla, celem wsparcia plutonami baterii, 2 i 3 szwadronów 15 pułku ułanów. 2 baterii w rejon Witowa koło Nowego Miasta nad Wartą na południowy wschód od Zaniemyśla, celem wsparcia II batalionu 68 pułku piechoty. 4 września 3 bateria w godzinach popołudniowych na rozkaz opuściła stanowiska ogniowe i przeszła przez Murowaną Goślinę do rejonu Bolechowa, gdzie na północ od wsi Bolechowo zajęła stanowiska ogniowe. Również w godzinach popołudniowych 4 września odwrót rozpoczęła 1/7 dak poprzez Środę Wielkopolską, Szlachcin, Winnogórę, Miłosław, Mikuszewo, Borzykowo. Ze względu na marsz, który odbywał się tylko polnymi drogami, do miejsca docelowego w Gorazdowie dotarła 5 września po południu. 2/7 dak rozpoczął odwrót o godz. 22.00 po zluzowaniu przez baterię 14 pal, osiągając po nocnym marszu rejon Pyzdr. Po północy 5 września odwrót rozpoczęła wraz z 7 psk, 3/7 dak maszerując poprzez Swarzędz, Środę, Kostrzyń, Miłosław, Słupcę, celem dołączenia do macierzystej Wielkopolskiej BK w rejonie Konina. W trakcie krótkiego postoju w rejonie Bieganowa bateria została ostrzelana przez trzy niemieckie samoloty. W wyniku nalotu nie poniosła większych strat. Rano 6 września 3 bateria ponownie stała się celem ataku lotnictwa niemieckiego. 6 września o godz. 8.00 pozostałe pododdziały 7 dak podjęły marsz poprzez Słupię, Konin, Tuliszków, Turek do Uniejowa. W kolumnie głównej przy straży przedniej brygady maszerowała 2/7 dak, z kolumną boczną w składzie dywizjonu 15 puł. maszerowała 1/7 dak poprzez Ciążeń, Zagórów, Grabianice, Turek do Uniejowa. 6 września o godz. 20.00 3/7 dak podjęła nocny marsz z 7 psk poprzez Ciążeń, Lądek, Golinę do Konina. Po krótkim postoju w rejonie Konina podjęła dalszy marsz przez Tuliszków do Koła, gdzie ok. godz. 17.00 zatrzymała się na postój. 7 dak bez 3 baterii dotarł 7 września po godz. 6.00 do Uniejowa, a następnie ok. godz. 7.00 podjął przeprawę po moście przez Wartę. W trakcie przeprawy był atakowany przez niemieckie lotnictwo i ostrzeliwany przez niemiecką artylerię ciężką. Przeprawa obyła się bez strat, dywizjon następnie pomaszerował do Kupinina na wschód od Dąbia, gdzie stanął na postój o godz. 10.00.

#### Udział w bitwie nad Bzurą
7 września ok. godz. 13.00 1 bateria wyruszyła wraz z 15 puł. poprzez Grabów, Daszynę do Łęczycy z zadaniem wsparcia brygadowego szwadronu kolarzy. Po osiągnięciu Topoli Królewskiej 8 września po północy 1/7 dak zajęła stanowiska ogniowe i ostrzelała wskazane przez dowódcę szwadronu kolarzy por. Zbigniewa Barańskiego niemieckie stanowiska obronne. O godz. 14.00 2 bateria udała się do wsi Błonie na zachód od Łęczycy, gdzie zajęła stanowiska ogniowe. Następnie dołączyła do 17 puł., skąd razem przez Daszynę i Leszno podjęła marsz w stronę Kutna. 3 bateria po krótkim postoju w okolicach Koła, przeprawiła się przez most na Warcie w Kole i podjęła marsz przez Grabów w kierunku Daszyny. 8 września rano 2 bateria wraz z dowództwem 7 dak dotarło do kompleksu leśnego 6 km na południe od Kutna. Tego dnia 3/7 dak o godz. 11.00 osiągnęła wieś Daszyna. Zgodnie z rozkazem dowódcy Armii „Poznań” gen. dyw. Tadeusza Kutrzeby otrzymała rozkaz wykonania natarcia pomocniczego na Głowno, na lewym skrzydle Grupy Operacyjnej gen. Edmunda Knoll-Kownackiego. W tym celu wieczorem 8 września wraz z większością sił Wielkopolskiej BK, 7 dak bez 1 i 3 baterii podjął marsz do lasu na północ od wsi Sobota. Gdzie nastąpiła koncentracja oddziałów Wielkopolskiej BK przed natarciem przez Bzurę. Do rejonu Soboty 3/7 dak wraz z 7 psk wyruszyła 9 września o godz. 5.00, dołączyła do dywizjonu przed południem 9 września w rejonie wsi Kościuszki.
Rano 9 września dowództwo 7 dak zajęło wieś Kościuszki, 2 bateria zajęła stanowiska w lesie na północ od Soboty. 17 puł. odrzucił niemieckie oddziały osłonowe na północnym brzegu Bzury i opanował przeprawy w Sobocie i pobliskim rejonie. 1 bateria wspierała część pododdziałów 15 puł. dozorującego Bzurę od Łęczycy do Młogoszyna ze stanowisk ogniowych w rejonie wsi Rybie. Zgodnie z rozkazem gen. bryg. Romana Abrahama 7 dak bez 1 baterii w godzinach popołudniowych zajął stanowiska ogniowe w pobliżu kolonii Wojdówka z zadaniem wsparcia zgrupowania uderzeniowego brygady w składzie 17 puł. i dywizjonu 15 puł. w natarciu ułanów podczas forsowania Bzury, zdobycia Walewic, Bielawy i lasu Rulice. 1 bateria ze stanowisk na południowo-zachodnim skraju lasu Wewiórz miała zadanie wsparcia pomocniczego natarcia 15 puł. bez dywizjonu poprzez Wolę Kałkową, Seligi na Bielawy. 7 dak był w gotowości całością dywizjonu wspierać natarcie głównego zgrupowania uderzeniowego brygady. Z uwagi na potrzebę zabezpieczenia prawego skrzydła brygady i nawiązania łączności z oddziałami sąsiedniej 14 DP, jeden z plutonów kolarzy 15 puł. ze wsparciem 1/7 dak wykonał po południu natarcie na skraj lasu 2 km na południe od Młogoszyna. Ze względu na silny opór niemieckiej kompanii 26 pp, atak plutonu kolarzy nie powiódł się. W nieznanych okolicznościach przed natarciem zaginął por. Jerzy Góralski z dowództwa dywizjonu. O godz. 22.00 Wielkopolska BK rozpoczęła natarcie, jeden z działonów 2 baterii wysunięto do Soboty celem wsparcia ogniem na wprost natarcia przez Bzurę. Przeciwnikiem Wielkopolskiej BK był niemiecki 26 pp i część oddziału rozpoznawczego niemieckiej 30 DP. O godz. 3.00 10 września natarcie ułanów podeszło pod wieś Walewice, dzięki efektywnemu wsparciu natarcia przez 2 i 3 baterie, wieś została opanowana do godz. 8.00. W Walewicach 7 dak zdobył wiele pozostawionych i porzuconych zaprzęgów konnych niemieckich. 1 bateria wspierając natarcie 15 puł. przeprawiła się przez bród na Bzurze i zajęła stanowiska ogniowe w lesie koło Bielawskiej Wsi, skąd wsparła natarcie na Bielawy 15 puł., które zostały opanowane po godz. 10.00 10 września. Po wybudowaniu przepraw mostowych przez Bzurę ok. godz. 10.00 reszta 7 dak zajęła stanowiska ogniowe w rejonie Piotrowic, a dowództwo 7 dak w lesie koło wsi Rulice. Celem ubezpieczenia wschodniego skrzydła brygady, o godz. 10.30 na wschodni skraj lasu Rulice w pobliżu folwarku Stanisławów wysłano 3 baterię, która o godz. 16.00 zajęła tam stanowiska. Ok. godz.13.00 na pozycje 17 puł. i pozycje 7 dak bez 3 baterii na zachodnim skraju Piotrowic, wyszło natarcie niemieckiej piechoty z kierunku Lisiewic. Pod ostrzałem 1 i 2 baterii natarcie piechoty niemieckiej z 20 pp 10 DP zostało powstrzymane i odrzucone kontratakiem ułanów 17 pułku. Po odparciu tego natarcia, 2 bateria natychmiast przeszła do rejonu Rulic jako wsparcie 15 puł. Po godz. 14.00 niemiecka piechota ponownie wykonała natarcie na Piotrowice, pomimo wsparcia 1/7 dak wyparła 17 puł. z Piotrowic do rejonu północnego skraju lasów Psary-Polesie. 1 bateria zajmowała stanowiska ogniowe na północnym skraju Piotrowic, gdzie przy wsparciu żołnierzy kolumny amunicyjnej i dowództwa 7 dak z bronią maszynową pod komendą kpt. Pawła Nerlicha-Dąbskiego do godzin nocnych powstrzymano niemiecką piechotę. Następnie nocą 10/11 września 1 bateria przeszła do Stanisławowa. 2 bateria w rejonie Rulic wspierała okopany w obronie 15 puł. Kontratak ułanów 15 pułku i wspierających ich saperów z 17 batalionu saperów z odkrytych stanowisk ogniem na wprost wspierała 2/7 dak. W wyniku kontrataku i ognia na wprost z szyków ułanów i saperów nieprzyjacielska piechota została odrzucona na wschód. W nocy 10/11 września 3/7 dak osłaniała ogniem wypad grupy strzelców z 7 psk na baterię artylerii niemieckiej w rejonie wsi Lisiewice. 11 września o godz. 5.30 7 psk wraz z 3 baterią wyruszył ze Stanisławowa celem opanowania północnej części Woli Zbrożkowej, maszerująca po polnych drogach w ciężkim terenie bateria zmieniła trasę marszu i weszła na szosę do Woli Zbrożkowej w rejonie Helenowa, aby przyspieszyć marsz. W połowie drogi między Helenowem, a Wolą Zbrożkową dostała się pod ostrzał niemieckiej broni maszynowej i pojazdów pancernych. W dwóch armatach utracono zaprzęgi, ale obie armaty zajęły odkryte stanowiska i kanonierzy podjęli ostrzał stanowisk niemieckich. Dwa pozostałe działony wycofały się do lasu Helenów, skąd rozpoczęły ostrzał niemieckich stanowisk i pojazdów pancernych. Obronę 3 baterii wsparł szwadron 4/7 psk i drużyna pionierów. Natarcie 7 psk na Wolę Zbrożkową i przybycie szwadronu czołgów TK z 71 dywizjonu pancernego, spowodowało wycofanie się niemieckiego oddziału i wozów pancernych nieprzyjaciela oraz umożliwiło zaprzęgnięcie nowych koni i odwrót do lasu Helenów 3/7 dak. Z uwagi na straty w obsługach i koniach 3/7 dak porządkowała swoje szeregi, a wsparcie dalszych walk 7 psk przejęła 1 bateria 7 dak. Straty 3 baterii, to 4 poległych, 11 rannych żołnierzy oraz utracono ok. 40 koni. Od rana 11 września 2 bateria udzielała wsparcia broniącego kierunku północnego 15 puł. w rejonie Rulic zajmując stanowiska ogniowe na północ od folwarku Psary. Od godz. 15.00 3 bateria dołączyła do 1 baterii i razem wspierały walki 7 psk i dywizjonu 17 puł. o Wolę Zbrożkową, walki te doprowadziły do zdobycia ok. godz. 20.00 wsi i lasu na zachód od niej. Nocą 11/12 września Wielkopolska BK podjęła przegrupowanie do natarcia o świcie na Głowno. 2 bateria wraz z 15 puł. przegrupowała się zachodnim brzegiem rzeki Mrogi poprzez Zgodę, Waliszewo, Skubiki, Chlebowice do Ziwanic. 3 bateria wraz z 7 psk przegrupowała się na odpoczynek do folwarku Psary-Polesie. O świcie 15 puł. wraz z 2 baterią po zajęciu stanowisk w Ziewanicach, został zaatakowany przez niemiecką piechotę, która kontratakowała brygadę. W trakcie walki 2/7 dak wraz z ułanami poznańskimi została zepchnięta na wschodni brzeg Mrogi. W trakcie walki ranny został ppor. rez. Zygmunt Nowakowski. Po uporządkowaniu 15 puł. o godz. 15.00 natarcie na Głowno podjął 15 puł. wraz z I batalionem 57 pułku piechoty przy wsparciu 2 i 3 baterii 7 dak. Następnie wobec powstrzymania przez oddziały niemieckich 31 i 32 pp natarcia 15 puł., cały 7 dak przystąpił do wsparcia ogniowego batalionu I/57 pp, którego natarcie po dotarciu do linii kolejowej Głowno-Łowicz również zostało zatrzymane. Stanowiska ogniowe 1/7 dak ostrzelała niemiecka artyleria, zmuszając ją do ich zmiany. 1 bateria do końca dnia przeszła do wsparcia dywizjonu 17 puł. odpierającego natarcie niemieckiej piechoty z kierunku Domaniewic. Podczas przygotowania się do nocnego natarcia na Głowno, zmieniono rozkaz dla Wielkopolskiej BK.
Nocą 12/13 września 7 dak wraz z ułanami i strzelcami konnymi wycofał się na północny brzeg Bzury przez mosty w Sobocie i Chruślinie Kościelnym. Dowództwo 7 dak i 1 bateria stanęło w Szymanowicach, 2 bateria w wraz z 17 puł. nad Bzurą na odcinku Strugienice-Maurzyce, 3 bateria z 7 psk na odcinku Maurzyce-Niedźwiada. Kolejnej nocy 13/14 września dywizjon wraz z pułkami Wielkopolskiej BK podjął marsz w rejon Brochowa na północ od Sochaczewa. 1 bateria i dowództwo 7 dak wraz z 15 puł. podjęło marsz poprzez Zduny Kościelne, Chąśno, Błędów, Boczki do lasu Braki. 3 bateria wraz z 7 psk poprzez Chąśno, Błędów Wicie, Litynek do rejonu dworu Złota. 2 bateria z 17 puł. poprzez Chąśno, Błędów, Wicie, Jeziorko do rejonu Szwarocin-dwór Rybno. Wymarsz baterii z pułkami następował w opisanej kolejności w odstępach co 30 minut. W godzinach porannych 14 września, dywizjon poza 2 baterią osiągnął nakazane rejony. 2/7 dak osiągnęła swój rejon ok. godz.11.00. O godz. 5.30 1/7 dak wraz 15 puł. wyruszyła poprzez Szwarocin, Cypriankę, Nową Wieś i Sarnów, dotarła do Młodzieszyna, gdzie zajęła stanowiska ogniowe na zachodnim brzegu Bzury w gotowości do walki o przeprawy. Następnie w ślad za 1 baterią w godz. 9.00-11.00 wyruszyła reszta dywizjonu wraz resztą brygady do rejonu Młodzieszyn-las Biała Góra. W trakcie marszu dowództwo dywizjonu i kolumna amunicyjna w Mastce zostały ostrzelane przez niemiecką artylerię, w wyniku czego poległo 3 kanonierów, kilku zostało rannych i utracono 8 koni. Dowództwo 7 dak z kolumną amunicyjną stanęło w Białej Górze. Pomimo ostrzału 1 baterii w południe z Brochowa został wyparty przez niemiecki oddział szwadron 15 puł. Po przybyciu całości sił Wielkopolskiej BK nad Bzurę, 3/7 dak zajęła stanowiska ogniowe na wschodnim skraju lasu na zachód od Marysina, skąd rozpoczęła wsparcie natarcia 7 psk i 15 puł. na Brochów. Mająca wspierać natarcie na Brochów 1/7 dak na stanowiskach ogniowych w rejonie Wicie-Julianów została zbombardowana przez niemieckie lotnictwo i wyłączona z walki. 2/7 dak ze stanowisk ogniowych w rejonie Białej Góry miała wspierać pomocnicze natarcie 17 puł. na Mistrzewice i na Konary. Po zdobyciu Brochowa przez 7 psk, do wsi została przesunięta 2 bateria. Do godz. 17.00 baterie 2/7 dak i 3/7 dak wspomagały obronę 7 psk w obronie Brochowa, przed niemieckimi kontratakami. Po odzyskaniu zdolności bojowej 1/7 dak wsparła walki 17 puł. w pobliżu Konarów. O godz. 18.00 na Brochów broniony przez 7 psk uderzył niemiecki III batalion pułku zmotoryzowanego SS-Leibstandarte „Adolf Hitler” wsparty czołgami. Zapora ogniowa 3 i 2 baterii kierowana z punktu obserwacyjnego na wieży kościoła, przez por. Józefa Korczakowskiego zatrzymała niemieckie natarcie. Wielokrotnie przenoszony ostrzał obu baterii z piechoty na czołgi i odwrotnie oraz na pojawiające się nowe oddziały skutecznie powstrzymał główny impet natarcia. Obie baterie 7 dak i 7 psk były ostrzeliwane przez artylerię niemiecką i broń maszynową. Do wieczora odparto natarcie dwóch niemieckich batalionów piechoty, których części wdarły się do wsi oraz dużej grupy czołgów niszcząc w walce kilka z nich. Kontratak 7 psk wyrzucił niemiecką piechotę z Brochowa. Wieczorem 2 bateria przeszła do odwodu brygady. W trakcie walk o Brochów 1 bateria wraz z 17 puł. wiązała znaczne siły niemieckie w rejonie Konarów, skutecznie ostrzelała niemieckie czołgi ukryte w zbożu, na obszarze pomiędzy Konarami, a Brochowem. Od rana 15 września 7 dak prowadził ostrzał nękający niemieckich pozycji przed Brochowem, dywizjon zajmował stanowiska ogniowe bateriami na wschodnim skraju lasu Biała Góra. Stanowiska ogniowe 1 baterii w lesie Radziwiłka były nieskutecznie bombardowane przez niemieckie lotnictwo. Do dywizjonu dołączył tabor, przywożąc zaopatrzenie. Ok. godz. 22.00 pluton 1 baterii wraz z dywizjonem 17 puł. wyruszył przez Bzurę pod Witkowicami i przez Tułowice w kierunku zachodnich skrajów Puszczy Kampinoskiej, jako straż przednia Wielkopolskiej BK.

#### Walki od Bzury do Warszawy
Pluton 1 baterii wraz z dywizjonem 17 puł. 16 września o godz. 9.00 dotarł do wsi Myszory. Skąd po działaniach osłonowych dywizjon 17 puł. z plutonem I/1/7 dak pomaszerował przez Famułki Królewskie, Cisową, Górki, Dąbrowę, Stara Sowią Wolę, Janówek do Pociechy. 7 dak maszerował w dwóch kolumnach, wraz z oddziałami Wielkopolskiej BK. O godz. 8.00 16 września przeprawę przez Bzurę w Witkowicach pokonała 3 bateria wraz z 15 puł. i taborem bojowym 7 psk z osłoną drużyny pionierów. Stanowiły one kolumnę boczną - południową brygady. Maszerowała ona przez Janów, Janówek, Bieliny, Famułki Brochowskie, Nowe Budy, w kierunku na Roztokę i Wiersze. Dowództwo 7 dak (bez ścisłego sztabu i dowódcy) z kolumną amunicyjną i taborem samodzielnie maszerowało do Myszor, a następnie dotarło do Kazunia. O godz. 2.00 pozostałe baterie 7 dak przeprawiły się przez Bzurę i w kolumnie głównej - północnej pomaszerowały w kierunku Myszor, gdzie dotarły o godz. 9.00. Następnie wyruszyły w ślad za strażą przednią poprzez Famułki Królewskie, Krzywą Górę i Starą Dąbrowę. Ok. godz. 10.00 I pluton 1 baterii wraz z dywizjonem 17 puł. natknął się w rejonie gajówki Demboskie na oddział niemieckiego 12 pp, z którym ułani wielkopolscy podjęli walkę. Artylerzyści konni nie mogli wesprzeć ułanów z uwagi na gęstwinę leśną. 1 i 2 baterie po podejściu w rejon walki zajęły stanowiska ogniowe w rejonie lasu na północ od wsi Cisowe, po zajęciu wysuniętych punktów obserwacyjnych w pobliżu przysiółka Górki ostrzeliwały stanowiska niemieckie w pobliżu gajówki Demboskie oraz udzielały wsparcia 17 puł. i części 7 psk. Niemiecka artyleria ostrzeliwała stanowiska i punkty obserwacyjne obu baterii 7 dak. Z 1/7 dak poległo dwóch artylerzystów, a jeden został ranny. 3/7 dak wraz z 15 puł. toczyły drobne walki z niemieckimi patrolami i podjazdami, na noc zatrzymały się na zachód od wsi Lubca. 17 września na przysiółek Górki o godz. 6.00 uderzył 1/7 psk ze wsparciem 1 baterii. O godz. 8.00 7 psk wykonał natarcie na wieś Zamość, ze wsparciem 1 i 2 baterii, które zajęły stanowiska ogniowe na południowy wschód od Cisowego. 7 psk uchwycił skraje obu miejscowości, oraz wzg. 81,5, gdzie zdobyto niemieckie granatniki. Punkty obserwacyjne dywizjonu i obu baterii znajdowały się w I linii natarcia. 1 bateria zniszczyła przodki i trzy działa baterii niemieckiej. Niemiecki kontratak piechoty z 31 DP wyparł 7 psk z obu miejscowości i zmusił do wycofania się za rzekę Łasicę. Gen. bryg. Roman Abraham wprowadził do walki o przysiółek Górki, przybyły 14 pułk ułanów ze składu Podolskiej Brygady Kawalerii. Natarcie 14 puł. wspierały 1 i 2 baterie 7 dak. Natarcie uzyskało powodzenie i 14 puł. opanował Górki, następnie wspólnie 14 puł. i 7 psk zdobyły Zamość. 2 bateria rozbiła niemiecką baterię na stanowiskach na wschód od przysiółka Górki. Niemieckie oddziały podjęły odwrót. O godz. 18.00 17 puł. wraz z 7 dak bez 3 baterii podjął marsz jako straż przednia w kierunku Wędziszewa. 3 bateria wraz z 15 puł. podjęła dalszy marsz na wschód docierając rano do wsi Łubiec, gdzie rozbito niemiecki pluton zmotoryzowanej piechoty. Po południu dotarły do wsi Wiersze, gdzie zatrzymano się na nocny postój.
O świcie 18 września 7 dak bez 3 baterii dotarł do wschodnich obrzeży Puszczy Kampinoskiej poprzez Dąbrowę Starą, Wędziszew, Sowią Wolę, skąd po krótkim odpoczynku pomaszerował przez Adamówek, Kaliszki do Palmir wraz z 17 puł. W Palmirach do dywizjonu dołączyła grupa kpt. Pawła Nerlich-Dąbskiego z dowództwem dywizjonu i kolumną amunicyjną i taborami oraz po południu 3 bateria. Dowódca Grupy Operacyjnej Kawalerii gen. bryg. Roman Abraham podjął decyzję przebijania się do Warszawy poprzez Pociechę, Sieraków, Laski. Jako straż przednia grupy maszerował 15 puł. oraz od Pociechy z 3/7 dak jako wsparcie. Reszta 7 dak miała maszerować w kolumnie GOKaw. gen. Abrahama, za 6 pułkiem ułanów. Straż przednia ok. godz. 17.00 odrzuciła pod Pociechą niemiecki pododdział zmotoryzowanej piechoty w kierunku Sierakowa. Podczas nocnego marszu 18/19 września w Sierakowie marsz grupy został zatrzymany przez okopaną niemiecką piechotę. 15 puł. bez wsparcia artylerii, po spieszeniu się nocnym natarciem opanował skraj Sierakowa. Pomimo ciemności 7 dak całością swoich baterii otworzył ogień na Sieraków, wspierając natarcie kawalerzystów, którzy opanowali jego zachodnie i północne części. O świcie na Sieraków uderzył 17 puł., wsparty został ostrzałem plutonu 3 baterii ogniem na wprost, który to ogniem obu armat zniszczył kilka stanowisk niemieckiej broni maszynowej. Niemiecki 4 pułk strzelców kawalerii wsparty czołgami i ogniem artylerii niemieckiej 1 Dywizji Lekkiej, dwukrotnie kontratakował powstrzymując dalsze natarcie ułanów na Sieraków. Baterie 7 dak i armaty ppanc. ułanów zniszczyły kilka pojazdów pancernych. Ostatecznie Sieraków został zdobyty przez kawalerię ok. godz. 10.00 19 września. W trakcie walk w Sierakowie do kontrataku z Truskawia i lasu Izabelin wyprowadzono natarcie dużej grupy niemieckich czołgów w ilości ponad 30 sztuk. 3 i 1 baterie strzelały do czołgów ogniem na wprost, a 2 bateria ogniem pośrednim. Niemieckie czołgi w ogniu 7 dak wycofały się. W trakcie walki poległ por. Józef Korczakowski i nie mniej niż 4 artylerzystów. Stanowiska ogniowe 3 baterii znalazły się pod ostrzałem artylerii niemieckiej. Dowodzenie baterią przejął ppor. rez. Jan Władysław Kasznica. Niemieckie czołgi i piechota zmotoryzowana zaatakowała stanowiska 17 puł., gdzie armaty ppanc. ułanów i pluton 1 baterii armat z 7 dak zniszczyły 3 czołgi niemieckie, resztę zmuszając do wycofania się. Dywizjonem sprawnie dowodził ppłk Ludwik Sawicki, który kierował ogniem poszczególnych baterii, przerzucając go na różne cele oraz całością dywizjonu. 19 września o godz. 11.00 ruszyło natarcie 9 pułku ułanów i 17 puł. na Laski wsparte przez 1 i 2 baterie 7 dak. W odwodzie znalazła się 3/7 dak wraz z 7 psk w Sierakowie. Silny opór oddziałów niemieckiej 1 D Lek. zatrzymał natarcie ułanów, artyleria na zbyt płaski lot pocisków nie była w stanie razić niemieckich ośrodków obrony i ogniowych w umocnieniach przed Zakładem dla Ociemniałych. Do walki został skierowany 7 psk wraz z 3 baterią działającą w linii ze strzelcami konnymi jako artyleria towarzysząca. Poszczególne działony zwalczały niemieckie czołgi niszcząc nie mniej niż jeden z nich. 1 bateria strzelając ogniem pośrednim, wyłączyła z boju jedną z niemieckich baterii artylerii. Ok. godz. 13.00 na rozkaz gen. bryg. Romana Abrahama kawaleria zaprzestała dalszego natarcia i zgrupowała się w lasach w rejonie Smolarni na wschód od Sierakowa. Celem przygotowania się do natarcia nocnego pomiędzy Wólką Węglową, a Młocinami. Po odjeździe GOKaw. w kierunku Warszawy, 7 dak bez rozkazów pozostał w lesie. W trakcie walk największe starty poniosła 3 bateria, w której poza co najmniej 5 poległymi, rannych zostało, co najmniej 20 żołnierzy, w tym ppor. Zygmunt Wierzbicki i ppor. Wacław Micuta. 3 bateria wycofana została w głąb lasu.
Po zorientowaniu się w sytuacji ppłk Ludwik Sawicki o północy 19/20 września poprowadził 7 dak i 3 baterię 6 dywizjonu artylerii konnej w kierunku Dąbrowy Leśnej. Z uwagi na zatarasowanie dróg taborami marsz stał się powolny, zbierano grupki rozproszonych żołnierzy, których użyto jako osłony dywizjonu w marszu. Kolumna 7 dak znalazła się pod nękającym ostrzałem niemieckiej artylerii. 20 września o świcie 2 bateria galopem zajęła stanowiska na otwartym terenie pomiędzy Starą Dąbrową, a lasem przy szosie Łomianki-Młociny, bateria ta pomimo niemieckiego ostrzału otworzyła ogień na szosę. Pod jej osłoną obok rozwinęły się pozostałe baterie i również podjęły ostrzał pozycji niemieckich ogniem na wprost. Zebrane przez ppłk Sawickiego i kpt. Edwarda Nagórskiego zwiady bateryjne i dywizjonowy, poczty dowódców, grupa strzelców konnych z 7 psk oraz piechurzy głównie z 59 pułku piechoty i 61 pułku piechoty wykonali natarcie na pozycje niemieckie. Silny ostrzał armat i natarcie improwizowanego oddziału pieszego doprowadziło do wycofania się oddziału niemieckiego. Rzut ogniowy pod dowództwem kpt. Nagórskiego podążył w szykach luźnych kłusem, wzajemnie osłaniając się ostrzałem poszczególnych baterii. Za nim pod dowództwem kpt. Dębskiego-Nerlicha kolumna amunicyjna, tabory dywizjonu, zwiady i łączność oraz poczet dowódcy dywizjonu. Poprzez Buraków, Pancerz, Młociny i Bielany. Zaginął wówczas dowódca 3 baterii wysłany na rozpoznanie ppor. Jan Kasznica. W Młocinach rzut ogniowy był atakowany przez lotnictwo niemieckie, utracono armatę z 2 baterii i jaszcz w 1 baterii. Grupa kpt. Dąbskiego-Nerlicha w Łomiankach została również zaatakowana w przez lotnictwo niemieckie. W trwającym ok. trzech godzin nalocie poniesiono znaczne straty: poległo kilku kanonierów i podoficerów, rannych zostało kilkunastu artylerzystów konnych, wśród nich weterynarz dywizjonu kpt. Janusz Majewski, chor. Stanisław Krzyśko z kolumny amunicyjnej, utracono znaczną ilość koni głównie z kolumny amunicyjnej. Po uporządkowaniu grupy kpt. Dębski-Nerlich dołączył z nią do rzutu ogniowego odpoczywającego na terenie CIWF w Warszawie na Bielanach. Po walce w trakcie przebijania został rozproszony i w większości dostał się do niewoli tabor ciężki dywizjonu.

#### W obronie Warszawy
Po przebiciu się 20 września wieczorem 7 dak i 3 baterii 6 dak do Warszawy, przystąpiono do porządkowania dywizjonu. na dowódcę 3 baterii został wyznaczony kpt. Ignacy Smolarski (z 26 pal). 21 września miejsce postoju dywizjonu na Bielanach znalazło się pod ostrzałem niemieckiej artylerii i bombardowań lotniczych. 1 bateria poniosła straty jeden poległy kanonier oraz dwóch rannych, w tym por. rez. Bohdan Kolczewski oraz zniszczeniu uległ jaszcz. Tego dnia do Łazienek odjechały 3, a następnie 1 bateria. 22-24 września skoncentrowano cały 7 dak w Łazienkach, prowadzono dalsze porządkowanie dywizjonu, wcielono do niego 3 baterię 6 dak kpt. Rudolfa Jocha. Dowództwo 3 baterii objął kpt. Jan Dłużniewski z 17 Dywizji Piechoty. Do poszczególnych baterii wcielono 4 oficerów. 25 września poszczególne baterie zajęły stanowiska ogniowe z zadaniem prowadzenia ostrzału oddziałów niemieckich na przedpolu miasta. 1 bateria zajęła stanowiska przy ul. Książęcej koło szpitala Świętego Łazarza, 2 bateria przy ul. Frascati, 3 bateria przy ul. Myśliwieckiej. Prowadzony ostrzał był ograniczony niewielkimi dotacjami amunicji. W trakcie dalszych walk rannych zostało 4 kanonierów oraz utracono kilka koni. Dowództwo dywizjonu stacjonowało w budynku GISZ. 29 września po ogłoszeniu kapitulacji garnizonu Warszawy baterie przeszły do Parku Łazienkowskiego, a dowództwo do Hotelu Sejmowego. Konie odprowadzono do stajni 1 dywizjonu artylerii konnej. 30 września o godz. 14.00 dywizjon złożył broń, po wypłaceniu uposażeń i żołdu, nastąpiły odprawy pożegnalne i 1 października 7 dak wymaszerował z Warszawy w szyku pieszym w kierunku Pruszkowa do jenieckich obozów przejściowych. W trakcie walk poległo, zaginęło lub zostało rannych 16 oficerów, 23 podoficerów i 116 kanonierów. Podczas walk 1 bateria wystrzeliła ok. 2000 pocisków, 2 bateria 1700 pocisków, a 3 bateria 1400 pocisków.
Za kampanię dywizjon został odznaczony orderem Virtuti Militari.

### Oddział Zbierania Nadwyżek 7 dak
Natychmiast po zmobilizowaniu 7 dak i pozostałych pododdziałów, nadwyżki żołnierzy, koni i wyposażenia oraz broni strzeleckiej, wraz z mieniem załadowano do wagonów. W skład OZN 7 dak weszło 3 oficerów, 7 podchorążych, 14 podoficerów i 250 szeregowych pod dowództwem kpt. Stanisława Bystydzińskiego. OZN 7 dak posiadał ok. 80 koni, kilka wozów taborowych i 2 kuchnie polowe. OZN 7 dak odjechał z bocznicy na Sołaczu transportem kolejowym do Warszawy 27 sierpnia ok. godz. 17.00. Następnego dnia dotarł do Warszawy, skąd skierowany został do Mińska Mazowieckiego, gdzie został wyładowany 28 sierpnia późnym popołudniem. W koszarach 7 pułku ułanów w Mińsku Mazowieckim, był od 26 sierpnia organizowany przez 1 dywizjon artylerii konnej, Ośrodek Zapasowy Artylerii Konnej nr 1 pod dowództwem mjr. Zygmunta Fiszera z 1 dak. Ze względu na bombardowanie Mińska Mazowieckiego poszczególne nadwyżki zostały 5 września rozśrodkowane do okolicznych wsi. 6 września z większości żołnierzy OZN 7 dak sformowano baterię A OZAK nr 1 z obsadą:
- dowódca baterii - kpt. Stanisław Bystydziński
- oficer zwiadu - ppor. rez. Jerzy Szlezak
- oficer ogniowy - ppor. rez. Tadeusz Kaniecki
- dowódca I plutonu - ogn. pchor. rez. Tadeusz Czermiński
- dowódca II plutonu - plut. pchor. Roman Padlewski.

Wieczorem 6 września bateria A w składzie dwubateryjnego dywizjonu OZAK nr 1 wyruszyła poprzez Stoczek, Międzyrzecz, Kodeń, Małorytę w kierunku Brześcia nad Bugiem, do dyspozycji dowódcy OK IX. Bateria dzieliła dalsze losy OZAK nr 1.
| Struktura organizacyjna i obsada personalna we wrześniu 1939 | |
| Stanowisko                                                   | Stopień, imię i nazwisko |
| Dowództwo                                                    | |
| dowódca dywizjonu                                            | ppłk art. Ludwik Sawicki |
| adiutant                                                     | por. Witalis Krystek |
| oficer zwiadu                                                | kpt. Paweł Dąbski-Nerlich |
| oficer obserwacyjny                                          | ppor. Jerzy Lech Terlecki |
| oficer łącznikowy                                            | ppor. rez. Maciej Zbigniew de Byłyń-Kurnatowski |
| oficer łączności                                             | por. Adam Stanisław Chmiel |
| oficer gospodarczy                                           | kpt. Alfons Janowski |
| oficer broni i gazów                                         | por. Jerzy Góralski |
| oficer żywnościowy                                           | ppor. rez. Stefan Śmigielski |
| lekarz                                                       | kpt. lek. Cyryl Gubarewski |
| lekarz weterynarii                                           | kpt. lek. wet. Janusz Majewski |
| podoficer łączności                                          | plut. Hieronim Michałek |
| podoficer broni i gazów                                      | ogn. Stanisław Mokracki |
| podoficer gospodarczy                                        | kpr. Bernard Berdychowski |
| podoficer kancelaryjny                                       | plut. Jan Januszewski |
| podoficer sanitarny                                          | ogn. Zygmunt Włodarczyk |
| podoficer weterynarii                                        | plut. Stanisław Wierzchowski |
| trębacz I                                                    | plut. Pasternacki |
| trębacz II                                                   | kan. Maciejewski |
| Tabory                                                       | |
| dowódca kolumny amunicyjnej                                  | ppor. rez. Janusz Wacław de Kalinowa-Zaremba |
| szef kolumny amunicyjnej                                     | chor. Stanisław Krzyśko |
| d-ca III plutonu kolumny amun.                               | kpr. Stefański |
| d-ca kolumny taborowej kawalerii nr 745                      | ppor. Jan Nowaczyński |
| zastępca                                                     | plut. Stanisław Mieloszyk |
| 1 bateria                                                    | |
| dowódca                                                      | kpt. Edward Józef Nagórski |
| oficer zwiadowczy                                            | ppor. Bolesław Borzęcki |
| oficer ogniowy                                               | por. rez. Bohdan Józef Kolszewski |
| dowódca I plutonu                                            | ppor. rez. Władysław Sobieszczański |
| dowódca II plutonu                                           | ppor. rez. Bohdan Trąmpczyński |
| szef baterii                                                 | ogn. Franciszek Piasecki |
| podoficer zwiadowczy                                         | ogn. pchor. Tomasz Komornicki |
| podoficer strzelniczy                                        | plut. pchor. Zygmunt Jerzy Skwarczyński |
| podoficer zaprzęgowy                                         | ogn. Marcin Wiatrowski |
| podoficer telefoniczny                                       | kpr. Władysław Nawrot |
| podoficer gospodarczy                                        | plut. Bolesław Porębski |
| podoficer amunicyjny                                         | bomb. Bednarek |
| działonowy 1 działonu                                        | kpr. Jasiński |
| działonowy 2 działonu                                        | kpr. Olejniczak |
| działonowy 3 działonu                                        | kpr. Stanisław Nowicki |
| działonowy 4 działonu                                        | kpr. Stefan Sanocki |
| 2 bateria                                                    | |
| dowódca                                                      | kpt. Wiktor Olszewski |
| oficer zwiadowczy                                            | ppor. rez. Zygmunt Nowakowski |
| oficer ogniowy                                               | por. Władysław Fazan |
| dowódca I plutonu                                            | ppor. rez.Stanisław Kasznica |
| dowódca II plutonu                                           | ppor. rez. Marian Idziński |
| szef baterii                                                 | ogn. Leon Liebner |
| podoficer zwiadowczy                                         | plut. Eugeniusz Łuczyński |
| podoficer strzelniczy                                        | kpr. pchor. Szczerkowski |
| podoficer zaprzęgowy                                         | ogn. Ryszard Ćwikliński |
| podoficer telefoniczny                                       | kpr. Jan Danielak |
| podoficer gospodarczy                                        | kpr. Wacław Kabat |
| działonowy 1 działonu                                        | kpr. Władysław Sikora |
| działonowy 2 działonu                                        | ogn. pchor. Edward Pacholski |
| działonowy 3 działonu                                        | kpr. Stefan Piechowiak |
| działonowy 4 działonu                                        | kpr. Feliks Walczyk |
| 3 bateria                                                    | |
| dowódca                                                      | por. Józef Korczakowski (do +19 IX 1939) ppor. rez. Jan Władysław Kasznica (do 20 IX 1939) kpt. Ignacy Smolarski (do 24 IX 1939) kpt. Jan Dłużniewski |
| oficer zwiadowczy                                            | ppor. rez. Wacław Leonard Micuta |
| oficer ogniowy                                               | ppor. Zbigniew Wierzbicki |
| dowódca I plutonu                                            | ppor. rez. Jan Władysław Kasznica |
| dowódca II plutonu                                           | ppor. rez. Jan Wiland |
| szef baterii                                                 | ogn. Andrzej Stołowski |
| podoficer zwiadowczy                                         | plut. Edward Nowak |
| podoficer obserwacyjny                                       | plut. pchor. Stefan Zuchowicz |
| podoficer telefoniczny                                       | kpr. Leon Raszke |
| dowódca patrolu telefonicznego                               | kpr. pchor. Leon Jankowski |
| podoficer strzelniczy                                        | kpr. Marian Żyła |
| podoficer zaprzęgowy                                         | ogn. Michał Kozal |
| podoficer gospodarczy                                        | plut. Franciszek Pawlus |
| podoficer amunicyjny                                         | kpr. Jan Danielewicz |
| dowódca drużyny ckm                                          | kpr. Leon Kubiak |
| działonowy 1 działonu                                        | plut. Stanisław Szymański |
| działonowy 2 działonu                                        | kpr. Bernard Grześkowi |
| działonowy 3 działonu                                        | kpr. Henryk Przybysz |
| działonowy 4 działonu                                        | plut. pchor. Andrzej Bednarski |
| strzelniczy                                                  | plut. Stanisław Wysocki |
| puszkarz                                                     | kpr. Władysław Kryszak |
| Oficerowie w barwach pułku poza jednostką                    | |
| OZ Artylerii Konnej nr 1 Mińsk Maz.                          | kpt. Stanisław Bystydziński |
| Sztab Armii „Pomorze”                                        | kpt. Roman Czartoryski |
| OZ Mińsk Mazowiecki                                          | pchor. Tadeusz Czerwiński |
| AD 17 DP                                                     | kpt. Jan Dłużniewski |
| Sztab Kresowej BK                                            | kpt. dypl. Zygmunt Walter Janke |
| OZAK nr 1 Mińsk Mazowiecki                                   | pchor. Kanicki |
| Tabory Wielkopolskiej BK                                     | ppor. Jan Nowaczyński |
| Instruktor Centrum Wyszkolenia Art.                          | kpt. Zbigniew Otfinowski |
| OZAK nr 1 Mińsk Mazowiecki                                   | pchor. Roman Padlewski |
| Sztab Wielkopolskiej BK                                      | kpt. Wojciech Podemski |

| Kawalerowie Virtuti Militari                                                                        | Kawalerowie Virtuti Militari | Kawalerowie Virtuti Militari |
| --------------------------------------------------------------------------------------------------- | ---------------------------- | ---------------------------- |
| Żołnierze pułku odznaczeni Krzyżem Srebrnym Orderu Wojennego Virtuti Militari za wojnę obronną 1939 |                              |                              |
| kpr. Feliks Cejba                                                                                   | bomb. Mieczysław Piechocki   |                              |
| kan. Czesław Grochowski                                                                             | kan. Józef Kanarecki         |                              |

## Symbole dywizjonu
Sztandar

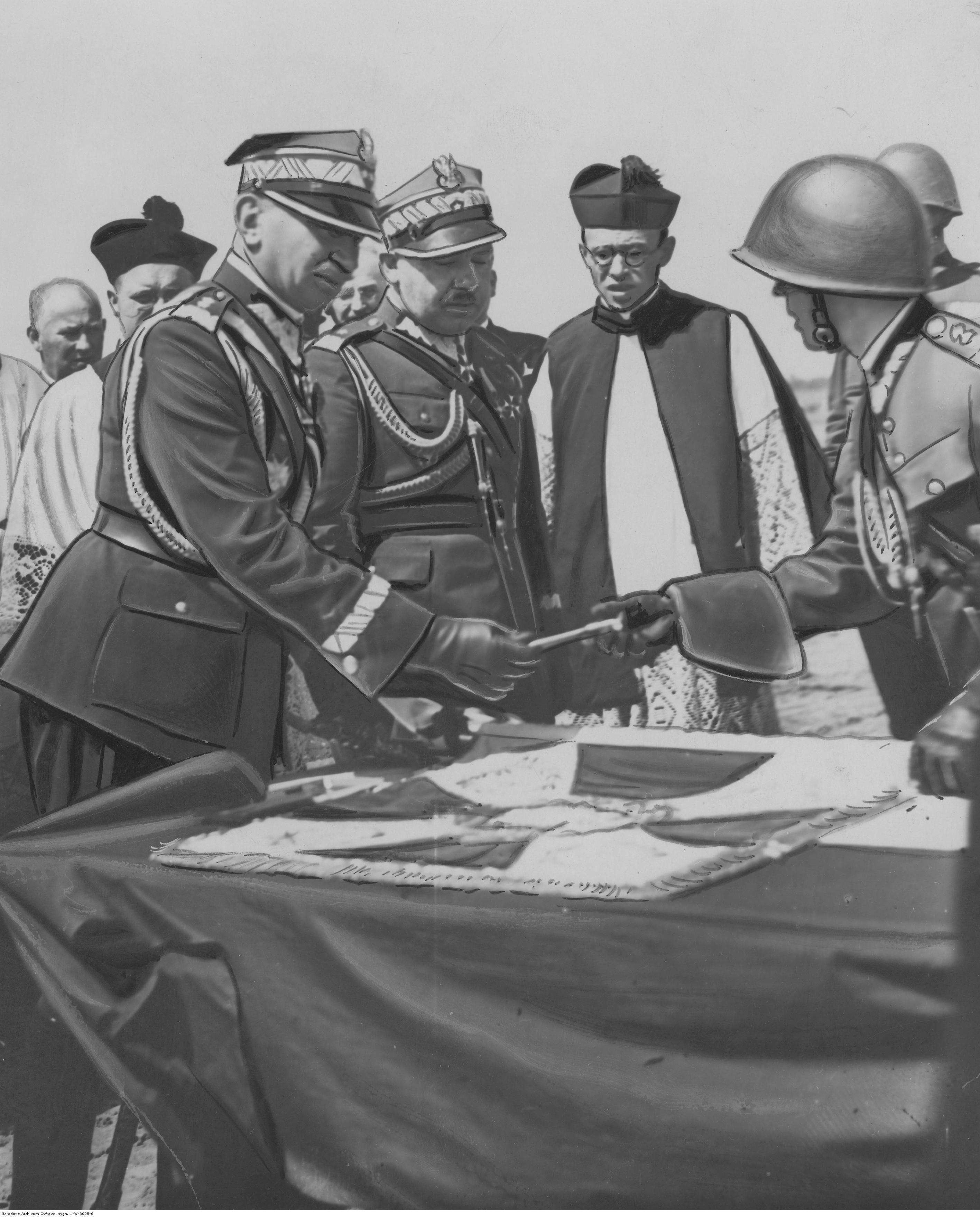
Wręczenie sztandarów pułkom artylerii z VII OK w Poznaniu – gen. Juliusz Rómmel wbija gwóźdź w drzewce sztandaru.

24 listopada 1937 Prezydent RP zatwierdził wzór sztandaru dla 7 dak.

Sztandar został wykonany zgodnie z wzorem określonym w Dekrecie Prezydenta Rzeczypospolitej Polskiej z 24 listopada 1937 o znakach wojska i marynarki wojennej opublikowanym w Dzienniku Ustaw Rzeczypospolitej Polskiej nr 5 z 28 stycznia 1938.
Na prawej stronie płata znajdował się amarantowy krzyż, w środku którego wyhaftowano orła w wieńcu z wawrzynu. Na białych polach, pomiędzy ramionami krzyża, znajdowały się cyfry 7 w mniejszych wieńcach z wawrzynu.
Na lewej stronie płatu umieszczono:
- w prawym górnym rogu na tarczy – wizerunek Matki Boskiej Częstochowskiej
- w lewym górnym rogu na tarczy – wizerunek patronki artylerii świętej Barbary
- w prawym dolnym rogu na tarczy – herb miasta Poznania
- w lewym górnym rogu na tarczy – odznakę pamiątkową artylerii konnej

Na ramionach amarantowego krzyża kawalerskiego wyhaftowano napisy:
- na górnym – Mińsk 8 VIII 1919, Bobrujsk 29 VIII 1919
- na dolnym – Poznań 16 III 1919
- na lewym – Malin 27 IV 1920, Kijów 8 VI 1920
- na prawym – Radziwiłłów 9 VI 1920

29 czerwca 1938, w Poznaniu, gen. dyw. Juliusz Rómmel wręczył jednostce sztandar ufundowany przez społeczeństwo Wielkopolski.
Na początku września 1939 sztandar oddany pod opieką oficera zwiadowczego dywizjonu towarzyszył żołnierzom w walkach. 20 września w rejonie Dąbrowy kpt. Paweł Nerlich-Dąbski odłączył płat od drzewca. Drzewce wraz ze srebrnym orłem zakopał w pobliżu SO baterii, natomiast płat zabrał ze sobą do Warszawy. Jednak następnego dnia powrócił do miejsca ukrycia drzewca i orła i 22 września kompletny sztandar znalazł się w oblężonej Stolicy.
W związku z kapitulacją Warszawy dowódca dywizjonu rozkazał ukrycie sztandaru w kościele Świętego Aleksandra. Wykonujący rozkaz ogn. pchor. Witold Buchwald przekazał sztandar zakrystianowi p. Rokickiemu. Ten przewiózł go do Ursusa, do mieszkania swojej żony Czesławy Rokickiej zamieszkałej przy ul. Konopnickiej. Tu sztandar bezpiecznie przechowywany był do końca wojny. 7 listopada 1959 Czesława Rokicka przekazała sztandar do Muzeum Wojska Polskiego w Warszawie.
Odznaka pamiątkowa

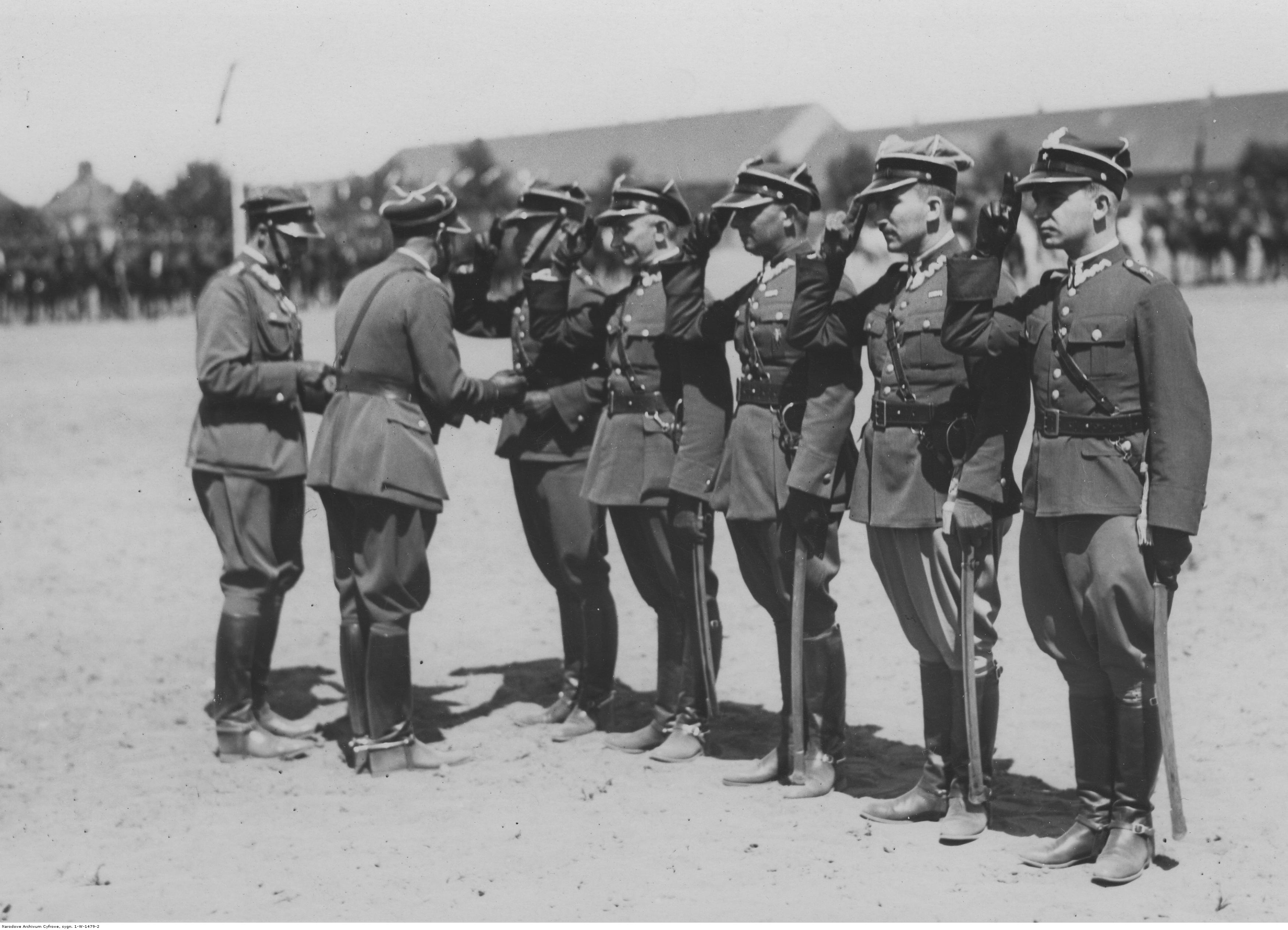
D-ca płk Mikołaj Łapicki odznacza oficerów odznaką pamiątkową

Od 20 maja 1922 oficerom i żołnierzom mogły być nadawane odznaki pamiątkowe artylerii konnej, wspólne dla wszystkich dywizjonów. Odznaka miała kształt krzyża maltańskiego o ramionach pokrytych emalią białą z pozłacanymi datami 1809 i 1918.
Na środek krzyża nałożony został orzeł srebrny, oksydowany, w koronie pozłacanej, trzymający w szponach pozłacane, skrzyżowane lufy armatnie z gorejącą bombą. Pod lufami proporczyk emaliowany artylerii konnej, czarno-amarantowy (od 1926 czarno-szkarłatny).
Barwy artylerzystów konnych
| Osobne artykuły: Barwy jednostek kawalerii i barwy broni i służb Wojska Polskiego . |                                                                         |
| Grafika                                                                             | Opis                                                                    |
|                                                                                     | Łapka ciemnozielona, wypustka karmazynowa                               |
|                                                                                     | Od 14 lipca 1920 proporczyk czarno-amarantowy                           |
|                                                                                     | Od 4 sierpnia 1927 proporczyk czarno-szkarłatny                         |
|                                                                                     | Otok na czapkach – czarny (oficerowie aksamitny, szeregowi sukienny)    |
|                                                                                     | Spodnie długie ciemnogranatowe, lampasy amarantowe, wypustka amarantowa |
| Naramiennik                                                                         | numer porządkowy dywizjonu „7”                                          |

## Wielkopolscy konni artylerzyści
| Dowódcy dywizjonu                  | Dowódcy dywizjonu         |
| ---------------------------------- | ------------------------- |
| ppłk / płk art. Witold Majewski    | 16 III 1919 – 26 III 1921 |
| mjr art. Stanisław Turski          | 10 V 1921 – V 1922        |
| mjr art. dr Włodzimierz Dembiński  | V 1922 – III 1924         |
| mjr / płk art. Zygmunt Łakiński    | III 1924 – IV 1934        |
| ppłk dypl. art. Mikołaj Łapicki    | IV 1934 – XI 1935         |
| ppłk dypl. art. Andrzej Czerwiński | XI 1935 – II 1938         |
| ppłk art. Ludwik Sawicki           | II 1938 – IX 1939         |
| Zastępcy dowódcy dywizjonu         |                           |
| mjr art. Andrzej Zagrojski         | 1923                      |
| mjr art. Mieczysław Kułakowski     | do VIII 1939              |